# 鴨居上飯田線
鴨居上飯田線（かもいかみいいだせん）は、神奈川県横浜市における都市計画道路。都筑区池辺町（佐江戸町との町境付近）を起点として旭区二俣川を通り、泉区上飯田町の境川（大和市境）手前までを結ぶ。全線開通時の延長は約13kmである。同市の「3環状10放射道路」を補完するために計画された。
都市計画法に基づく名称は「横浜国際港都建設計画道路3・4・12号鴨居上飯田線」。

## 路線データ
- 起点：神奈川県横浜市都筑区池辺町（出崎橋交差点）
- 終点：神奈川県横浜市泉区上飯田町（境川手前）
- 供用区間：出崎橋交差点〜鴨居七丁目（Google マップ）/二俣川駅付近〜さちが丘（Google マップ）/桃源台交差点付近〜境川手前（Google マップ）

## 路線概要

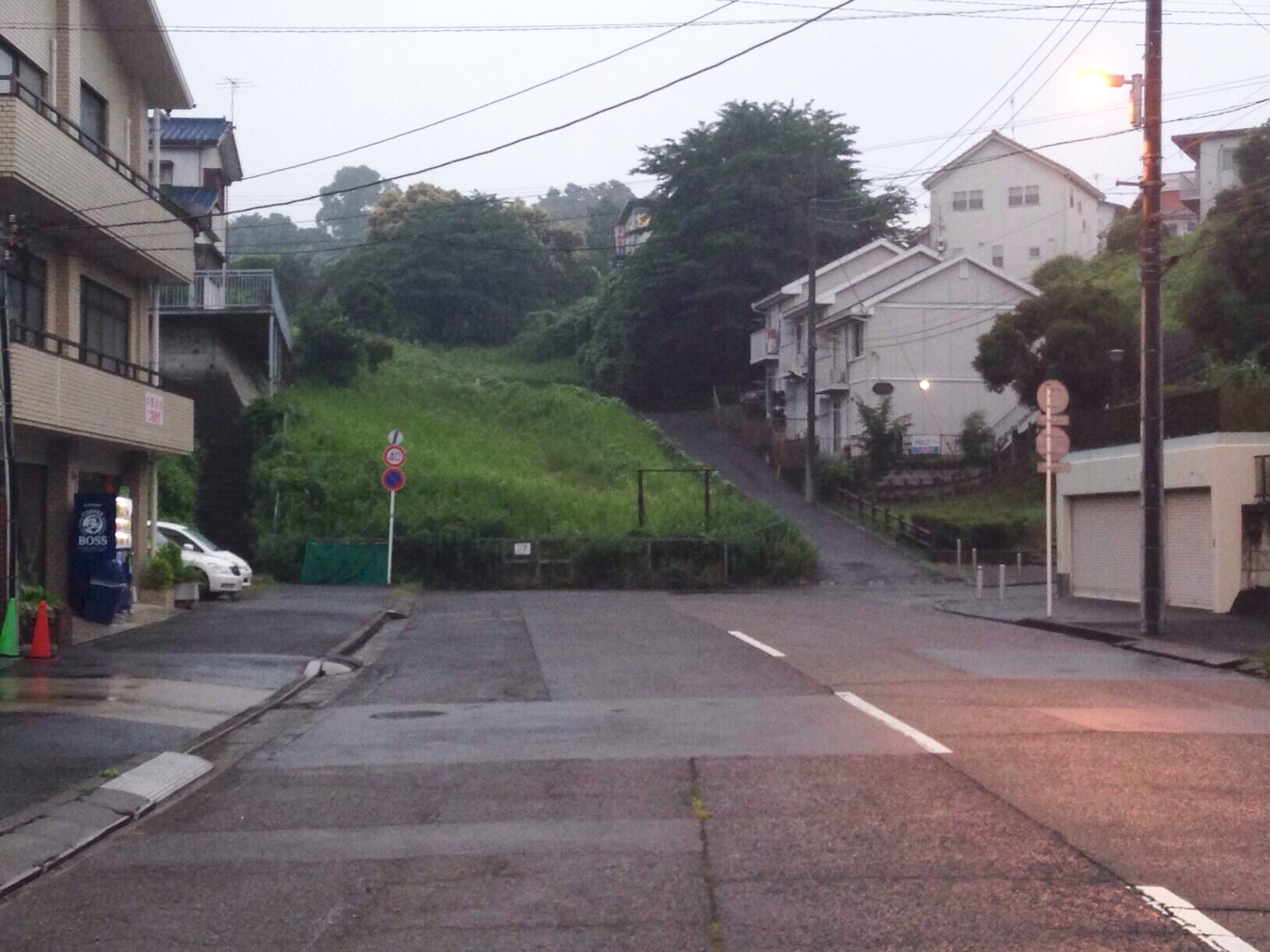
鴨居七丁目の整備終了地点
（2014年7月撮影）

起点側は都筑区佐江戸町の山王前交差点で神奈川県道45号丸子中山茅ヶ崎線（中原街道）と接続しており（※下記、出崎橋交差点より手前の区間は都市計画道路の佐江戸北山田線として整備予定）、同区池辺町の出崎橋交差点から緑区鴨居の鴨居五丁目交差点付近まで整備が完了している（鴨池大橋を含む）。同交差点付近では同じく都市計画道路の山下長津田線と接続し、鴨居七丁目までは一応道が続いている。以降、未整備区間（横浜市道鴨居第357号線）となっているが、新井小学校付近から旭プール入口交差点までは細い道が続いており、同交差点から国道16号に接続する下白根交差点までは整備が完了している。
その後、旭区二俣川までは再び未整備および後述の事業中区間が続くが、同区本宿町付近では同じく都市計画道路の保土ケ谷二俣川線（3・6・5号/事業中、保土ヶ谷バイパスの南本宿IC方面に至る）と接続する計画となっている。
二俣川駅付近〜さちが丘間の約1kmの区間は2023年（令和5年）3月28日に開通した。本宿・二俣川地区〜さちが丘地区の整備については後節「#整備事業」を参照のこと。

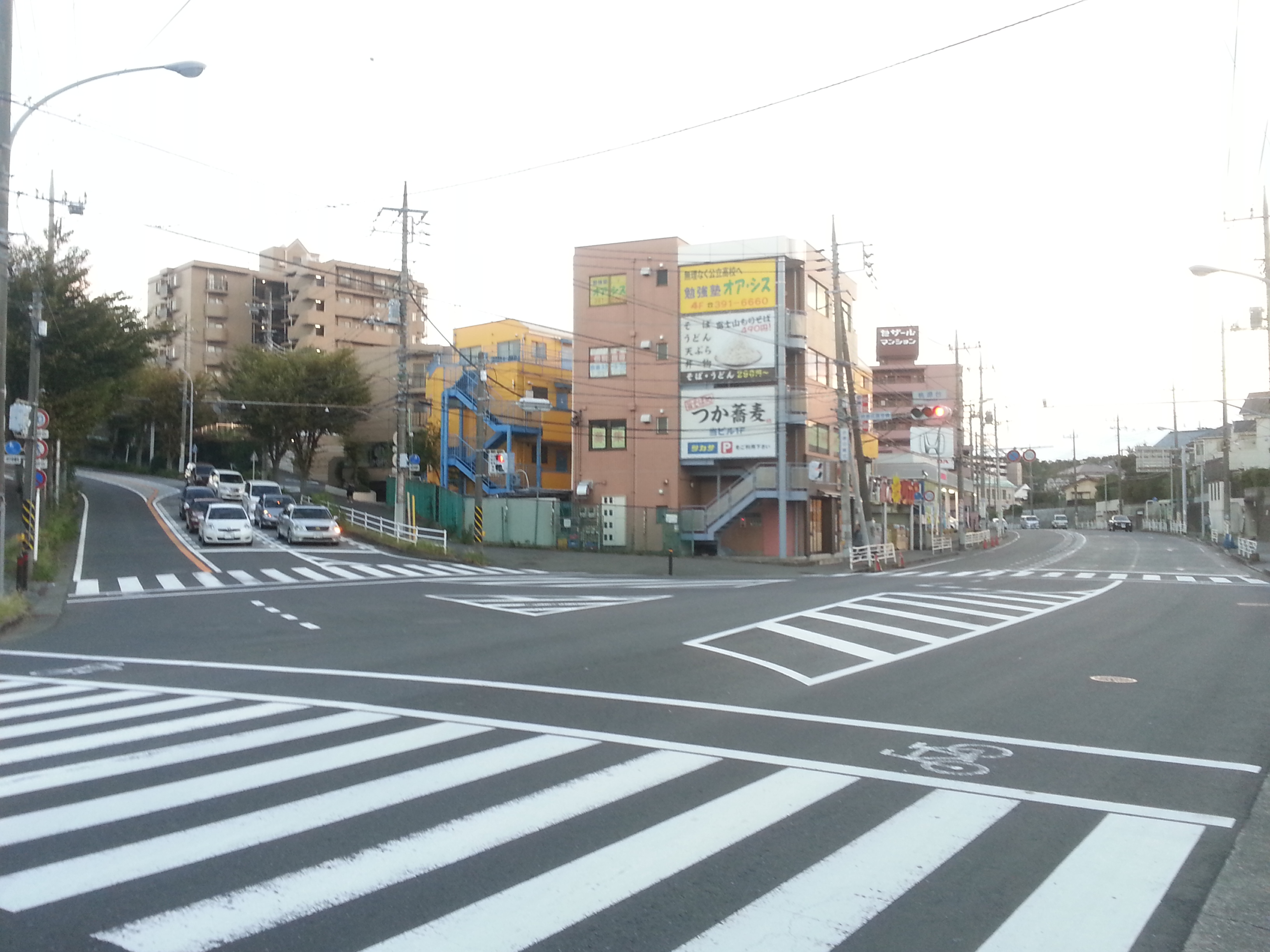
桃源台交差点（右が本線直進方向、左は中田さちが丘線終点）

さちが丘以降の終点側は都市計画道路の中田さちが丘線と接続する桃源台交差点（旧・酒のツカサ）付近まで細い道が続き（この区間は現道の拡張および直線に整備予定）、同交差点付近から阿久和交差点付近までは整備が完了している。この交差点で神奈川県道の401号瀬谷柏尾線および402号阿久和鎌倉線（かまくらみち）に接続し、その後は環状4号線と接続する日向山団地中央交差点を通り、泉区上飯田町の境川手前まで一応の道が続いている。なお、将来的には境川を渡って大和市側まで接続、更に延伸する計画もある。
2008年（平成20年）5月に横浜市道路局より公表された「都市計画道路網の見直しの素案」を踏まえて、2016年（平成28年）3月には「優先整備路線の改定版」が公表された。これによると、本線は全区間が計画存続（2020年度頃あるいは2025年度頃までに優先的に事業着手）となっている。

## 通過する自治体
- 神奈川県
  - 横浜市
    - 都筑区
    - 緑区
    - 保土ケ谷区
    - 旭区
    - 瀬谷区
    - 泉区

## 接続路線
- 都市計画道路佐江戸北山田線（事業中）（出崎橋交差点より手前の区間）
  - 神奈川県道45号丸子中山茅ヶ崎線 (中原街道)（山王前交差点）
  - 神奈川県道12号横浜上麻生線（薮根交差点）
- 緑産業道路（出崎橋交差点）
- 神奈川県道109号青砥上星川線（鴨池大橋南側交差点〜緑区鴨居五丁目（重複区間））
- 都市計画道路山下長津田線（鴨居五丁目交差点付近）
- 国道16号 (八王子街道)（下白根交差点）
- 都市計画道路保土ケ谷二俣川線（事業中）（旭区本宿町）
- （旭区本宿町で保土ヶ谷バイパスと交差）
- （同区さちが丘で相鉄いずみ野線と交差）
- 都市計画道路中田さちが丘線（桃源台交差点）
- 神奈川県道401号瀬谷柏尾線（阿久和交差点）
- 神奈川県道402号阿久和鎌倉線 (かまくらみち)（阿久和交差点）
- 環状4号線（日向山団地中央交差点）

## 沿線構造物
- 鴨池大橋（鶴見川とJR横浜線をまたぐ、緑区鴨居の橋梁）
- 本宿地区のトンネル（本線頭上の道路下を通る短いトンネル）
- 二俣川駅南口歩道橋（二俣川駅南口のコプレ二俣川2階と本線沿いの接続道路を結ぶ歩道橋）
- 二俣川駅南口トンネル（二俣川駅南口エリアの地下を通るトンネル）
- わいずみ橋（和泉川をまたぐ、泉区和泉町の橋梁）

## 整備事業

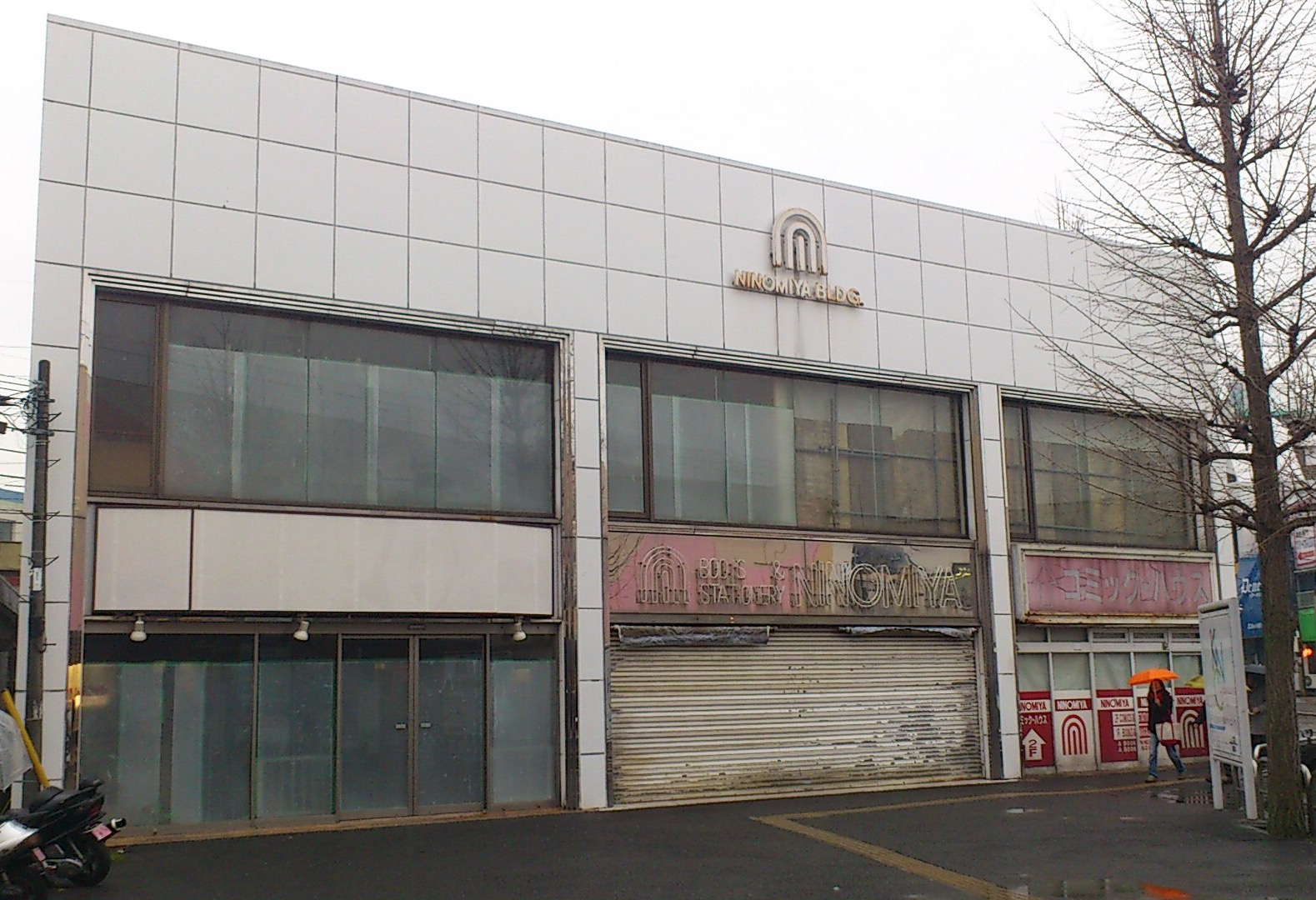
本事業および二俣川駅南口地区の再開発に伴い、二俣川駅前にあった写真の建物（二宮ビル）は既に解体されている（2012年2月撮影）

### 本宿・二俣川地区〜さちが丘地区
- 事業期間：1988年（昭和63年）度〜2025年（令和7年）度 [注 1]
- 区間：旭区本宿町〜さちが丘
- 延長：約1.6km（本宿地区除く）

相鉄線とJRおよび東横相互直通線の開通に向けて2018年3月まで二俣川駅南口エリアの再開発（詳細は「二俣川駅#南口エリアの再開発」を参照）が行われたが、本線も同駅南口付近の地下を通るため一体整備が行われている。
本宿地区側とさちが丘地区側の双方で整備事業が進行中で、二俣川駅付近〜さちが丘間の約1kmの区間は2023年3月28日に開通した。また、本線本宿地区の整備中区間や保土ケ谷二俣川線の本宿地区についても2025年12月までに整備が完了する見込みで、これらの区間の開通により保土ヶ谷バイパス（南本宿IC）との接続強化、さらに二俣川駅南口エリアへのアクセス向上が期待できる。
なお、二俣川駅南口付近の本線トンネル上部土地利用（利用期間：5年間、更新可能で最長20年間）に関して横浜市が利用者の募集を行い、2021年3月、東武不動産による「自動車駐車場、自転車駐輪場、多目的スペース」の利用に決定した。
事業地の状況
本線内の整備計画のうち、本宿地区（保土ケ谷二俣川線との接続地点より約100mの区間）、本宿・二俣川地区（約1270m）、さちが丘地区（約360m）で整備が進められている。以下ではこれらの地区についてはひとまとめとし、事業区間内における各地点の特徴を解説する。
1. 本宿町（開始地点）〔MAP〕〜保土ヶ谷バイパス高架下〔MAP〕
本事業におけるスタート地点では、都市計画道路の保土ケ谷二俣川線と接続（交差）している。なお、この路線は保土ヶ谷バイパス（南本宿IC）へのメインアクセスとなるため、本線と平行して整備が進められている。本線はそのまま直進して保土ヶ谷バイパスの高架下を通り、二俣川駅方面に向かう。

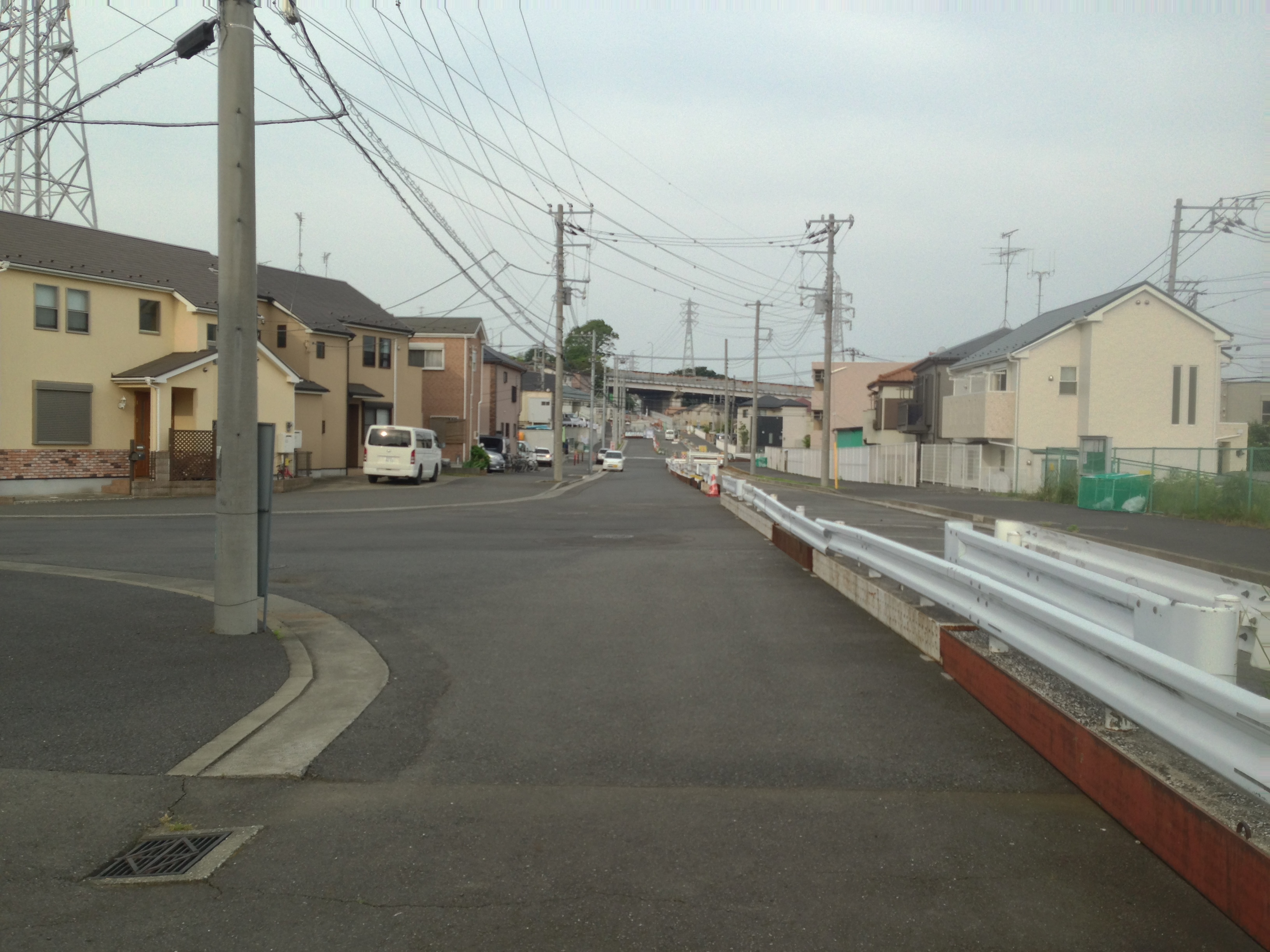
本事業におけるスタート地点（本宿町76付近）、直進方向が本線、左折方向が保土ケ谷二俣川線（2014年5月撮影）
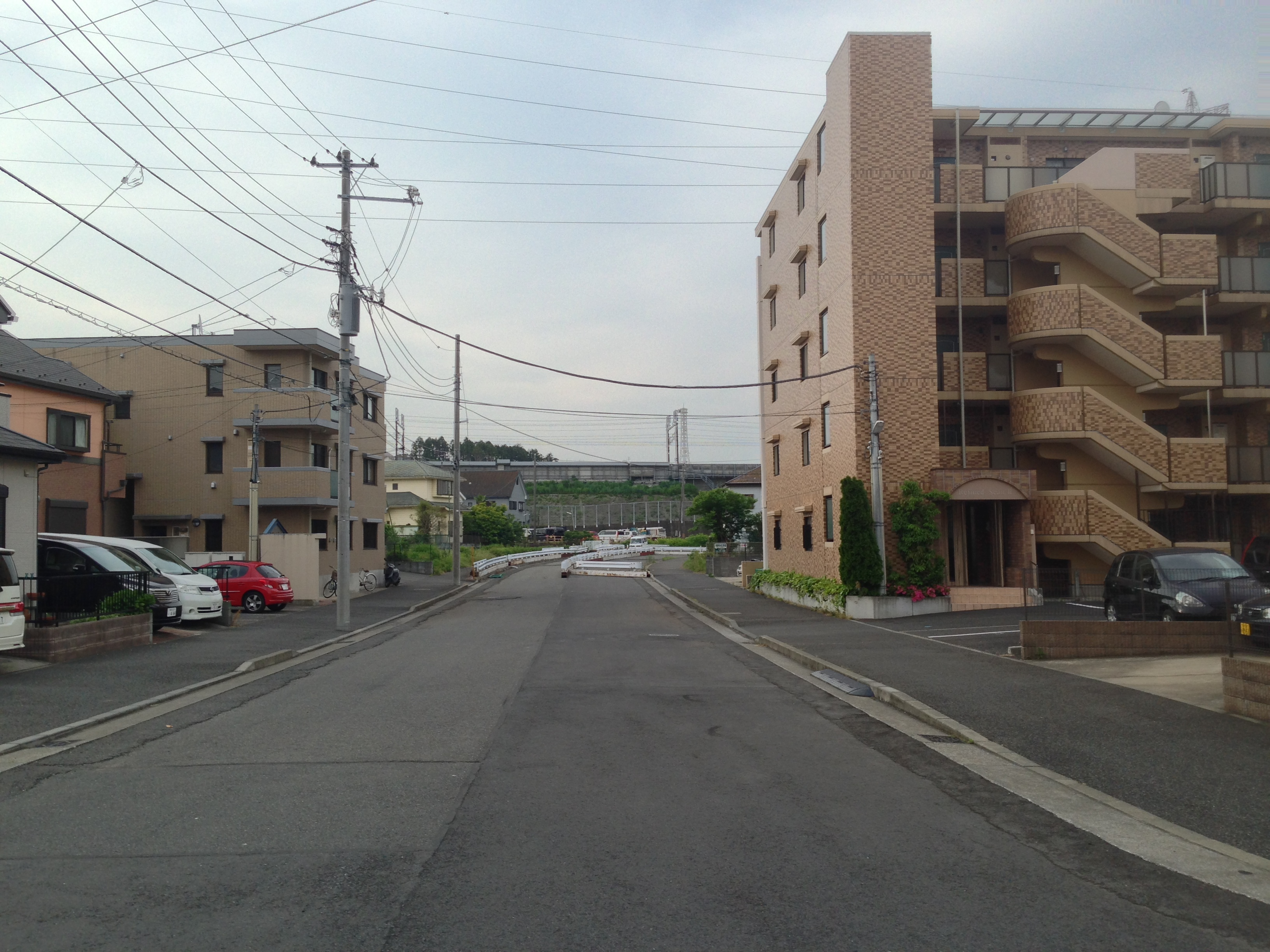
保土ケ谷二俣川線方面の整備状況（2014年5月撮影）
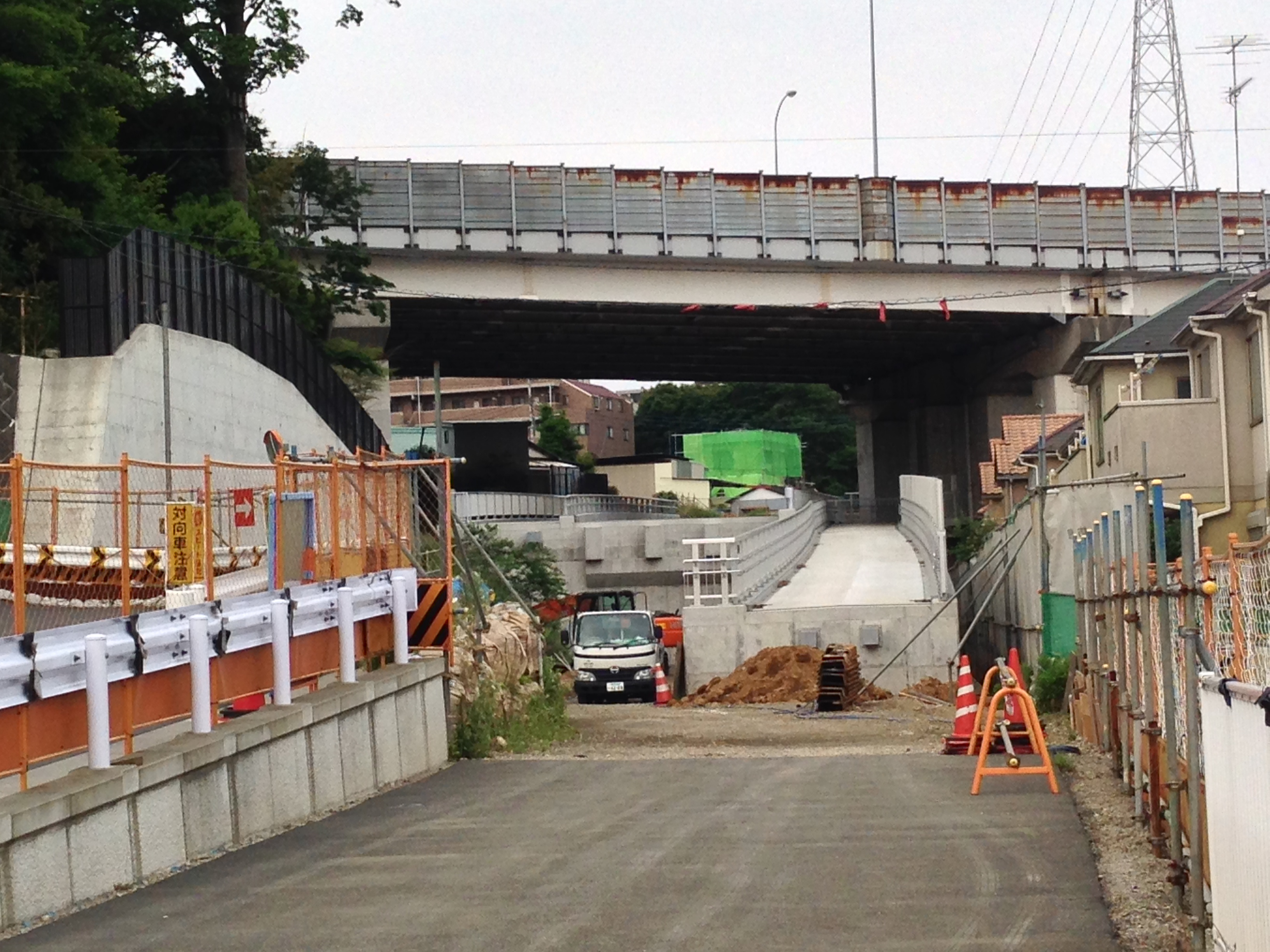
本宿町88付近にて保土ヶ谷バイパスの高架下を通る（2014年5月時点で工事中）
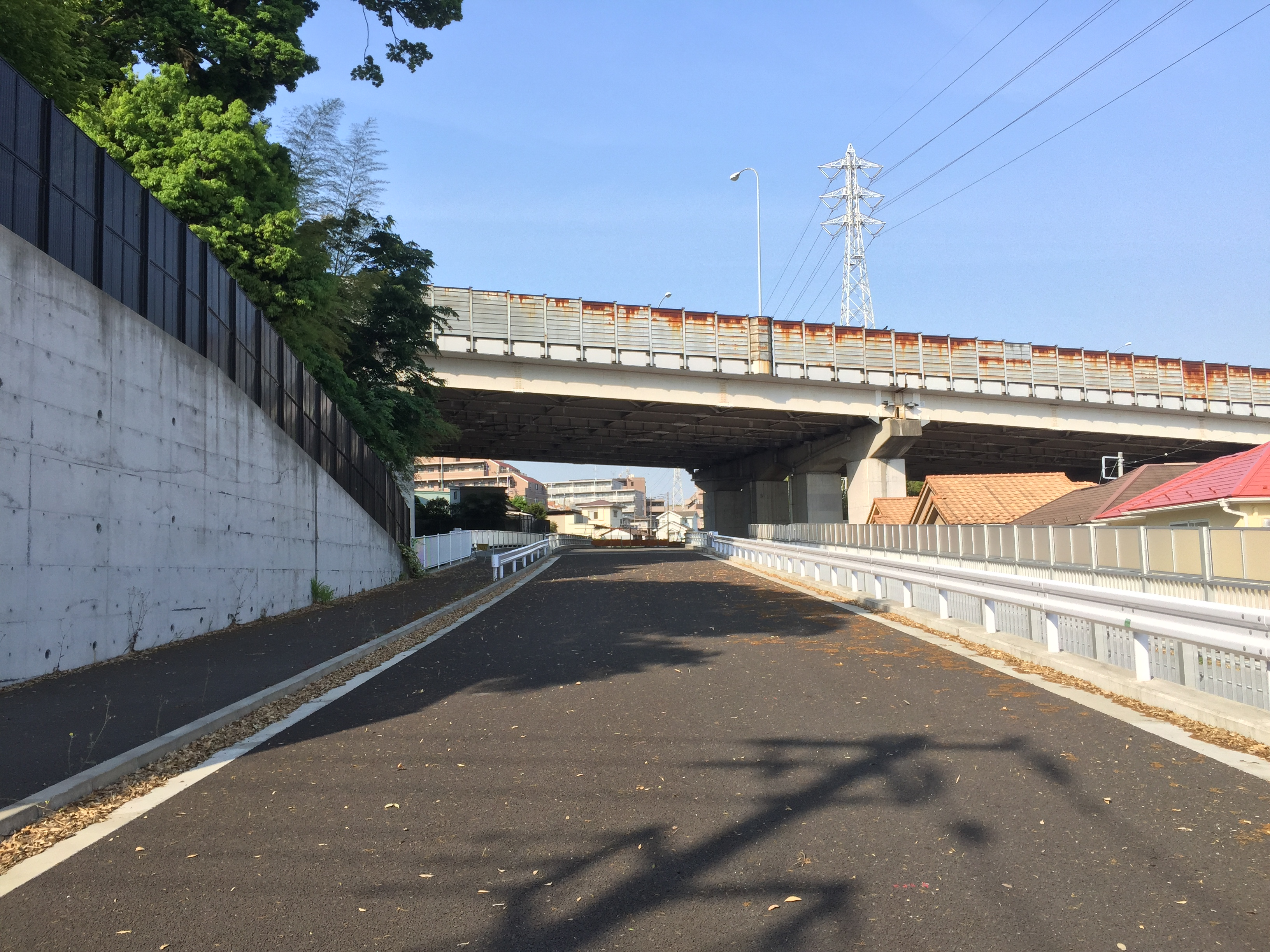
保土ヶ谷バイパス高架下道路、整備後の状況（2017年5月時点でこの部分の整備は完了しているが未開通）
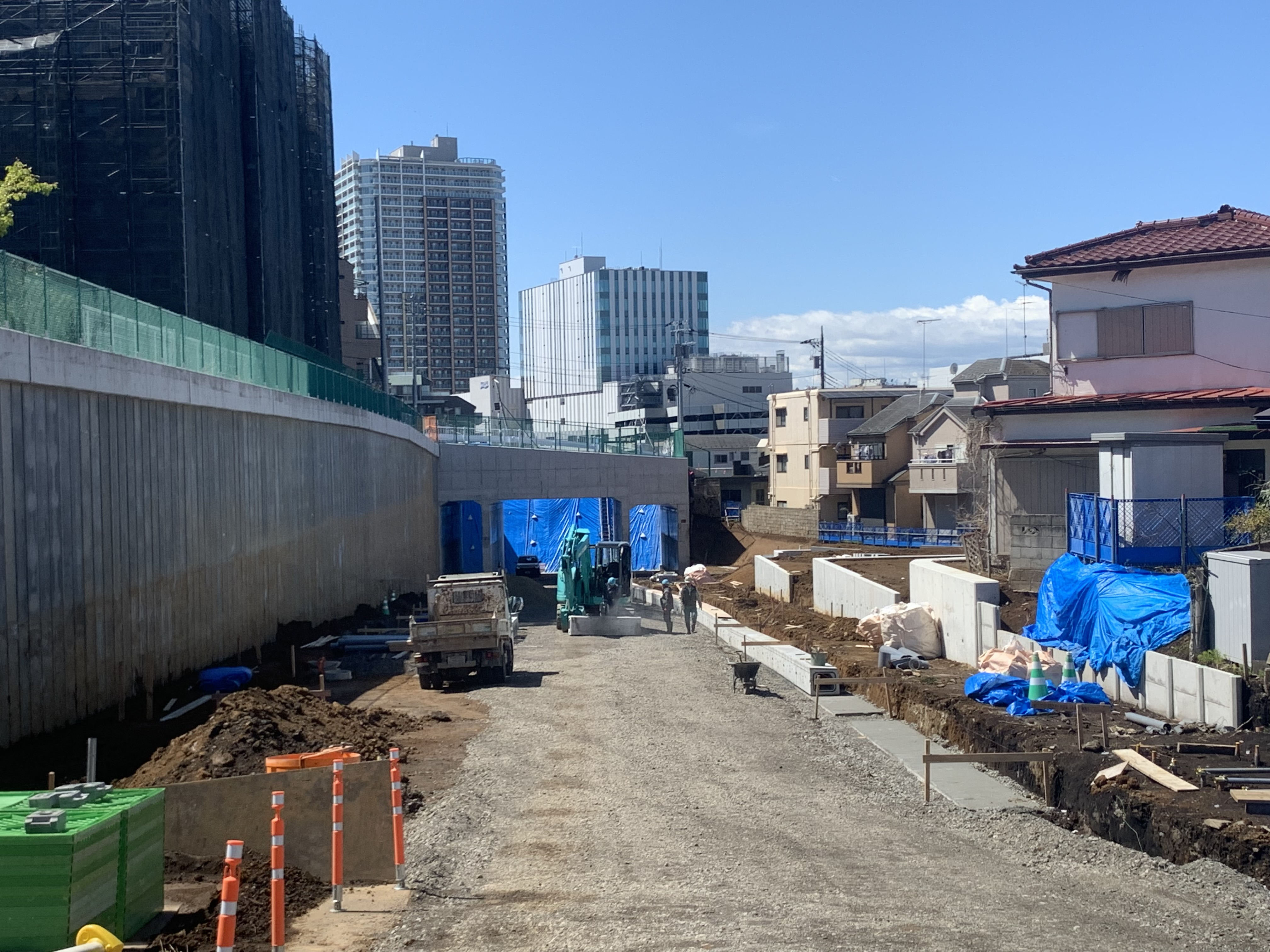
本線頭上の道路下を通るため短いトンネルを整備（2024年3月撮影）

2. 二俣川駅北東側地点（同駅地下を通るトンネルの開口部）〔MAP〕
二俣川駅南口交通広場（旧・南口バスターミナル）より北東側に下った地点にあたり、同駅最寄の踏切である鶴ヶ峰10号踏切からの道路と左近山方面からの道路が交差している。本線は二俣川駅南口エリアの地下を通ることとなるため、この地点付近では大規模な工事を行い、本線のトンネル（二俣川駅南口トンネル）および左近山方面に向かう接続道路、トンネルにより元々あった道路が使用できなくなることから新たに二俣川駅南口の交通広場に接続する道路が造られている。
着工前の状況（2014年5月）

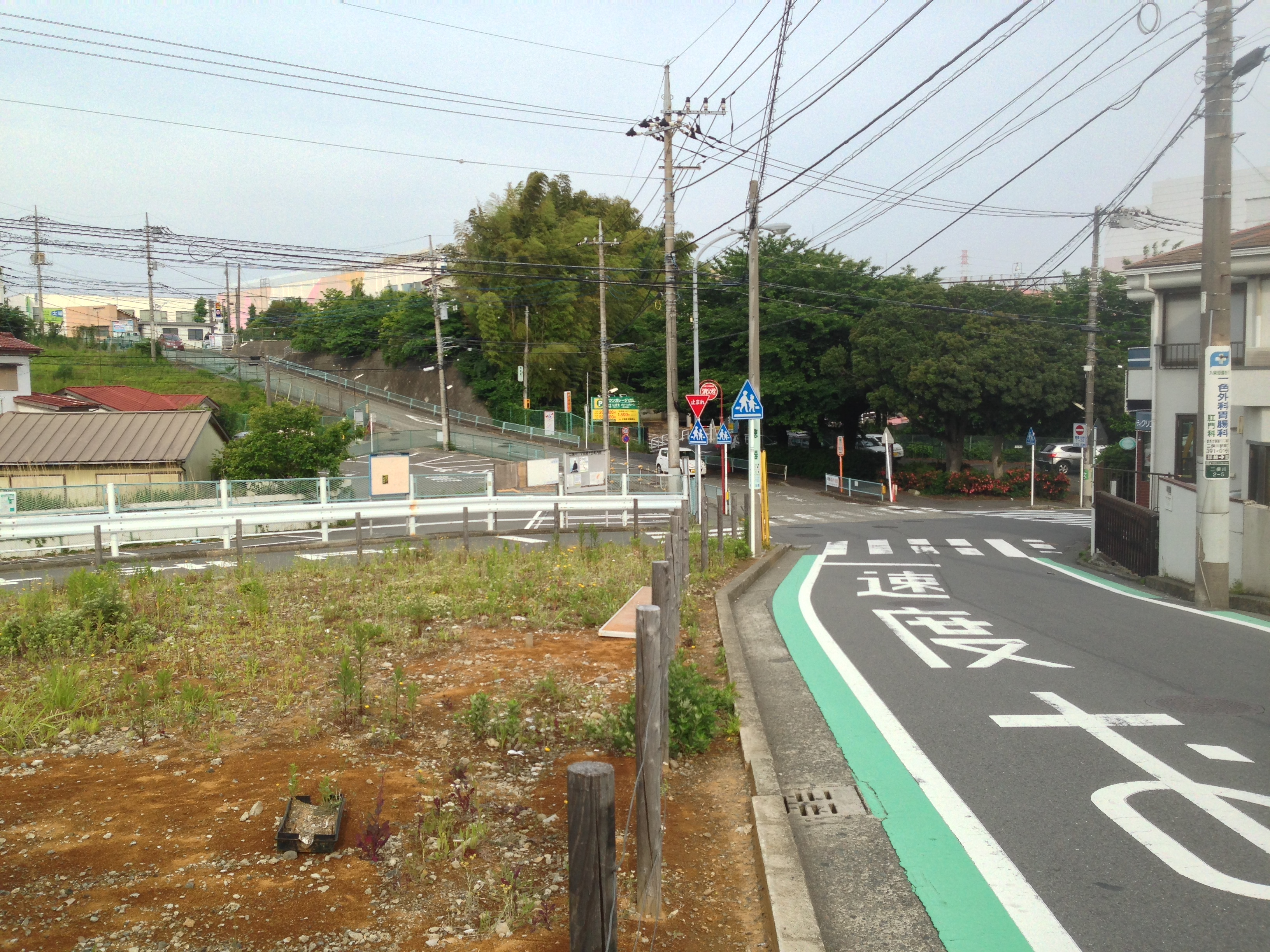
奥の上り坂が二俣川駅南口方面、手前方向が左近山方面
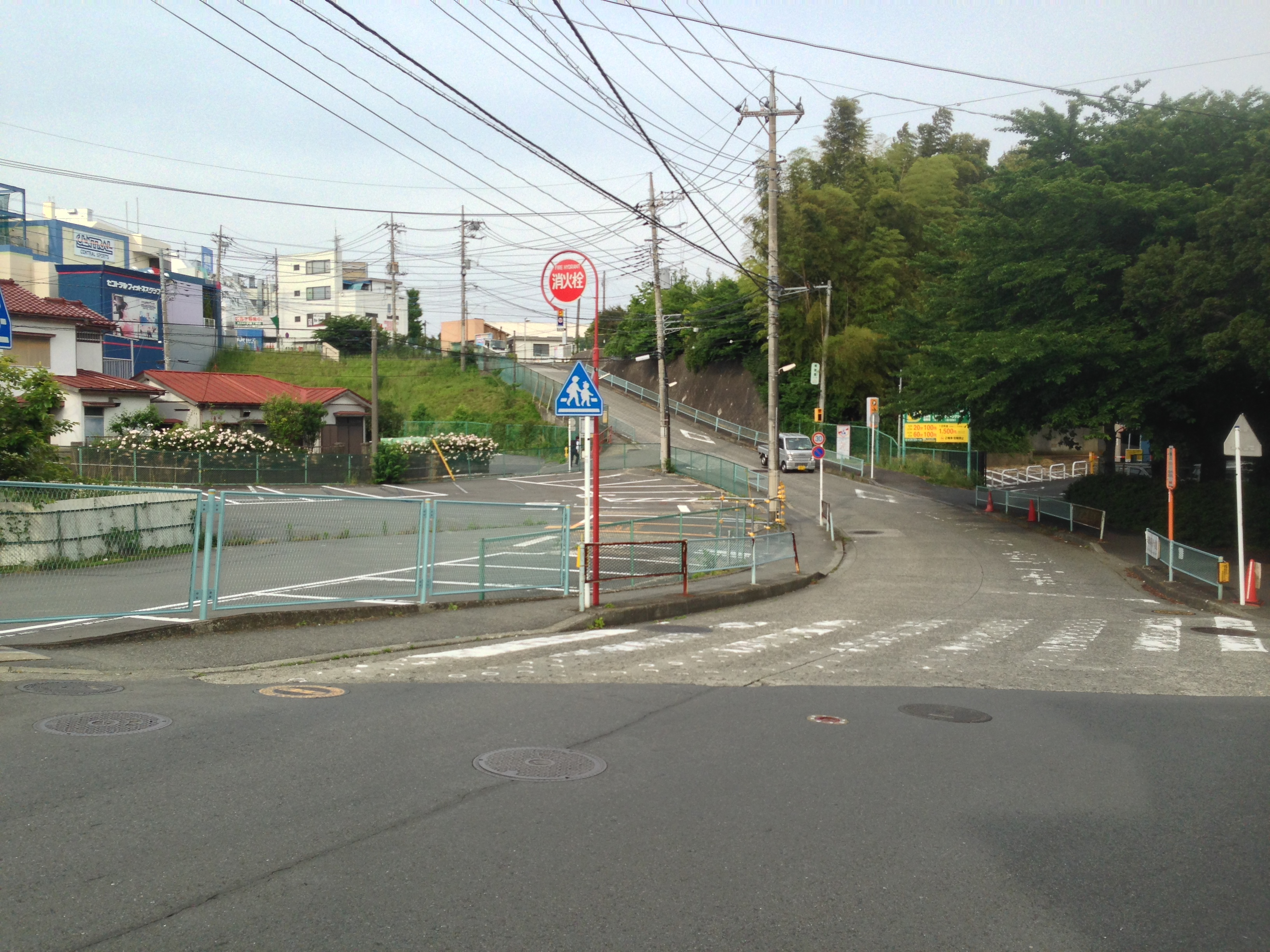
この付近には本線のトンネル、左近山方面への接続道路、二俣川駅南口の交通広場に接続する道路が整備される
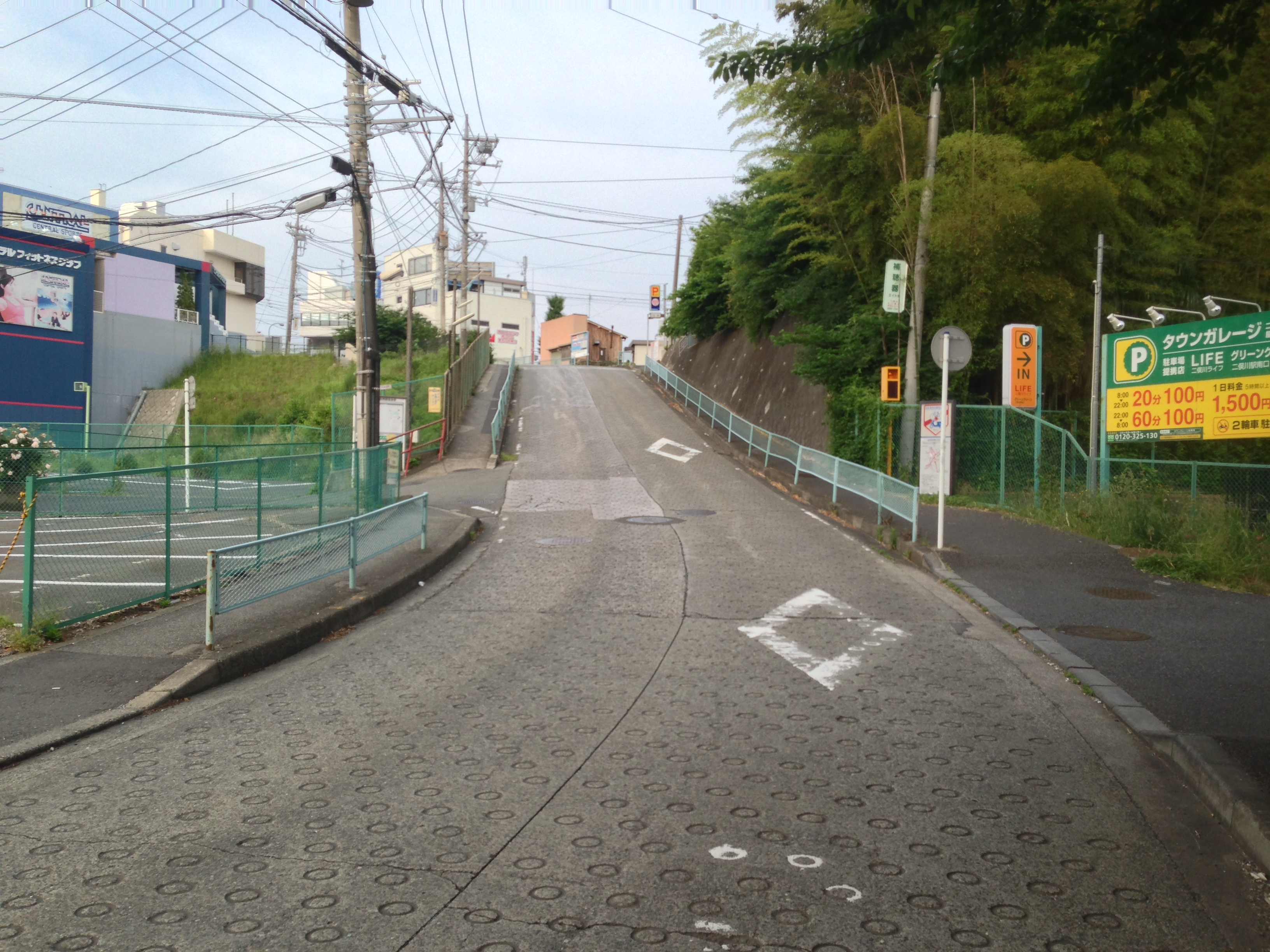
トンネル開口部はこの坂の途中に造られる

一部着工後の状況（2017年5月）

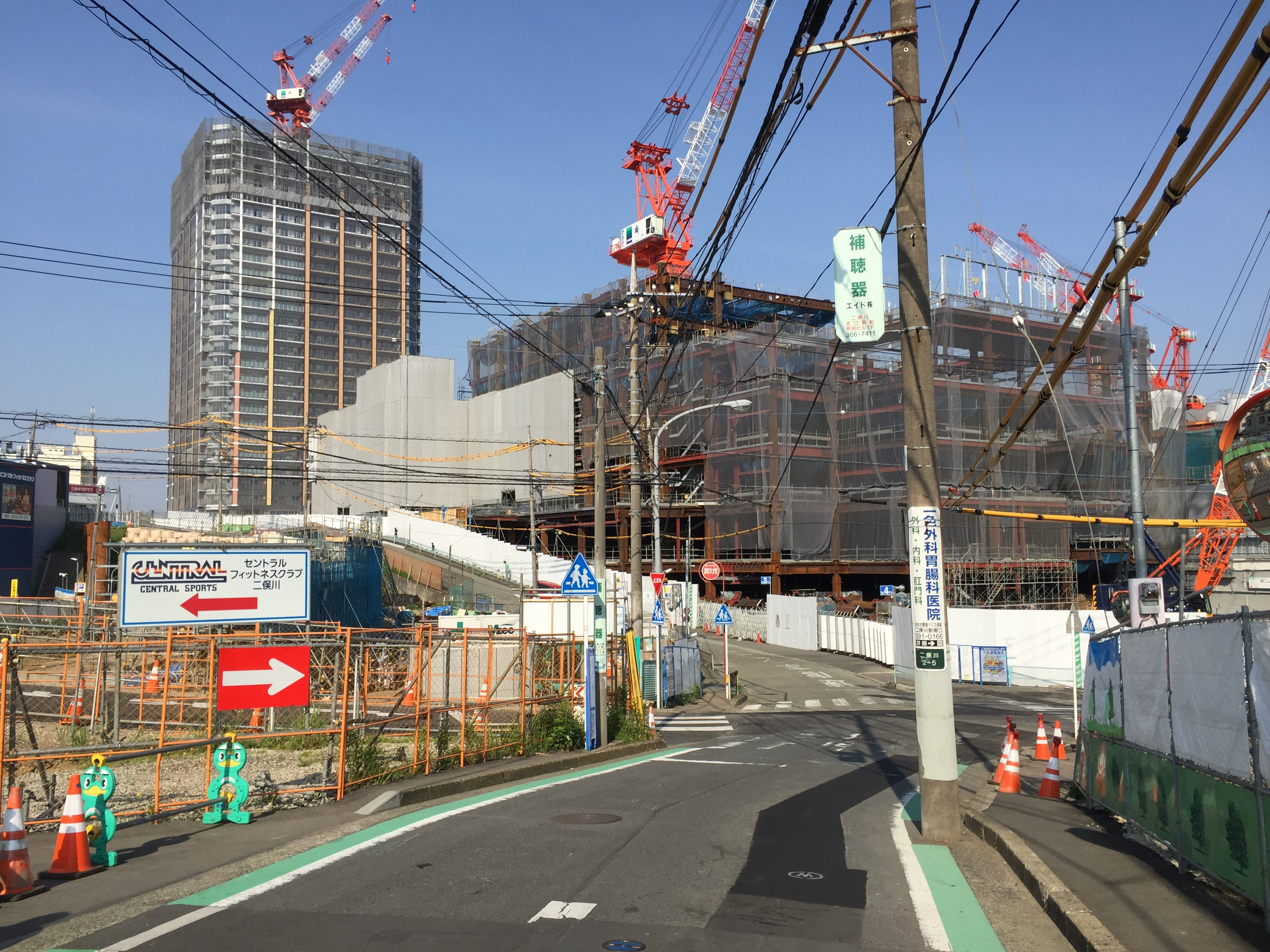
上記画像と大体同じ場所であるが、交通広場方面への接続道路工事などが始まり、奥では二俣川駅南口再開発ビルも建設中
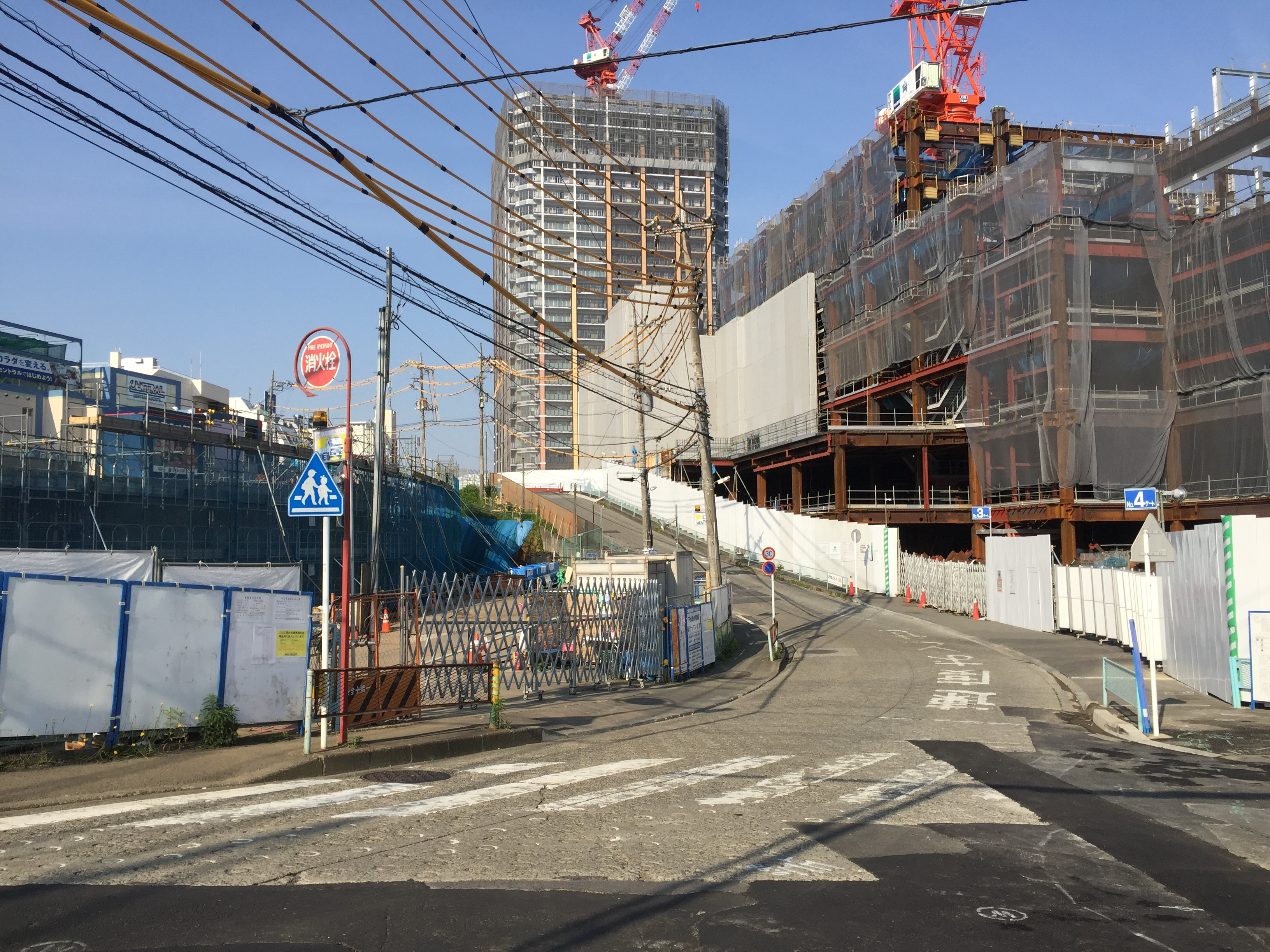
トンネル工事（東側区間）は未着工であるが、左側では交通広場方面への接続道路工事が開始されている
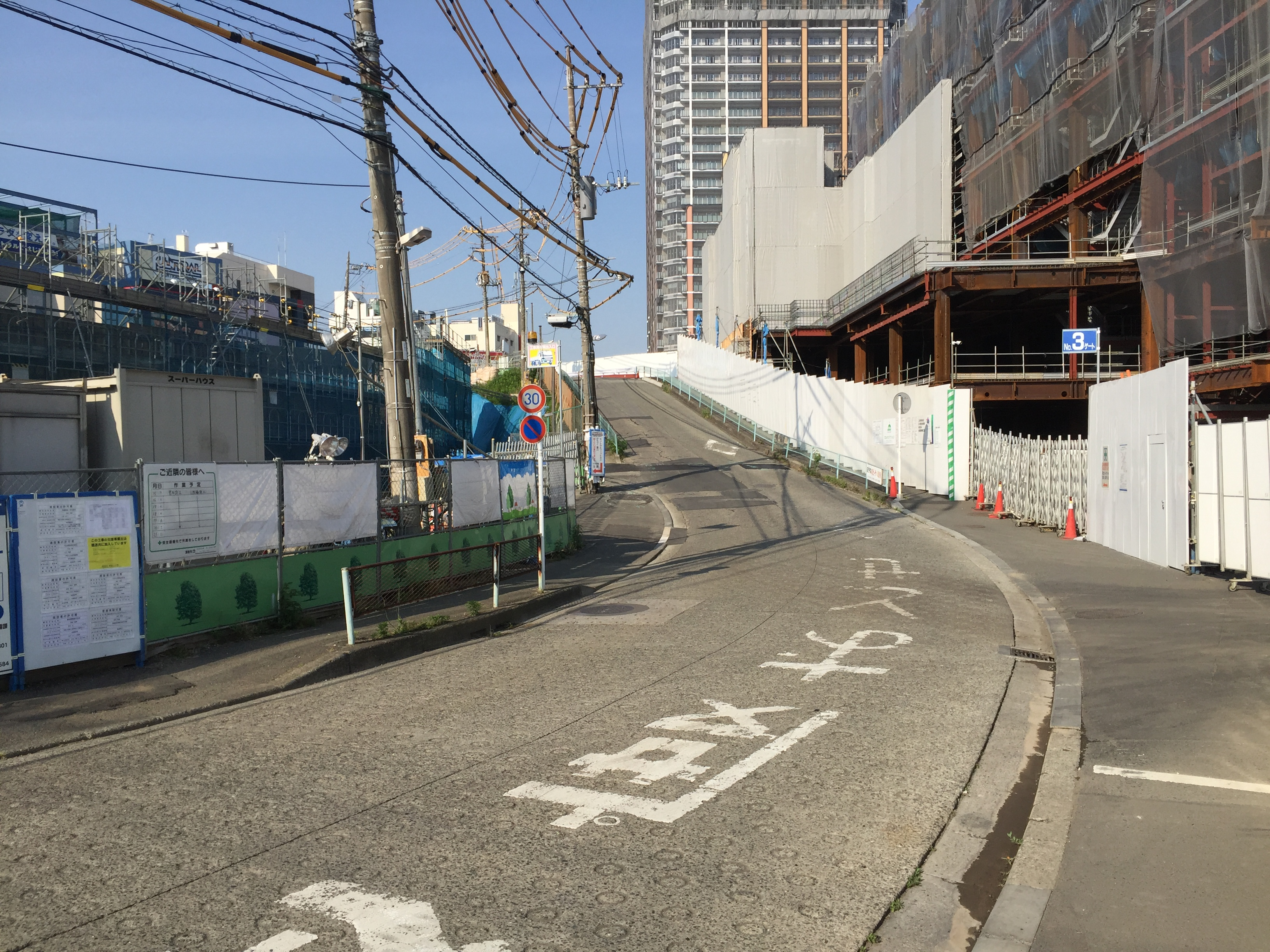
交通広場接続道路の供用後にこの道路は使用できなくなる

接続道路整備後の状況（2018年1月）

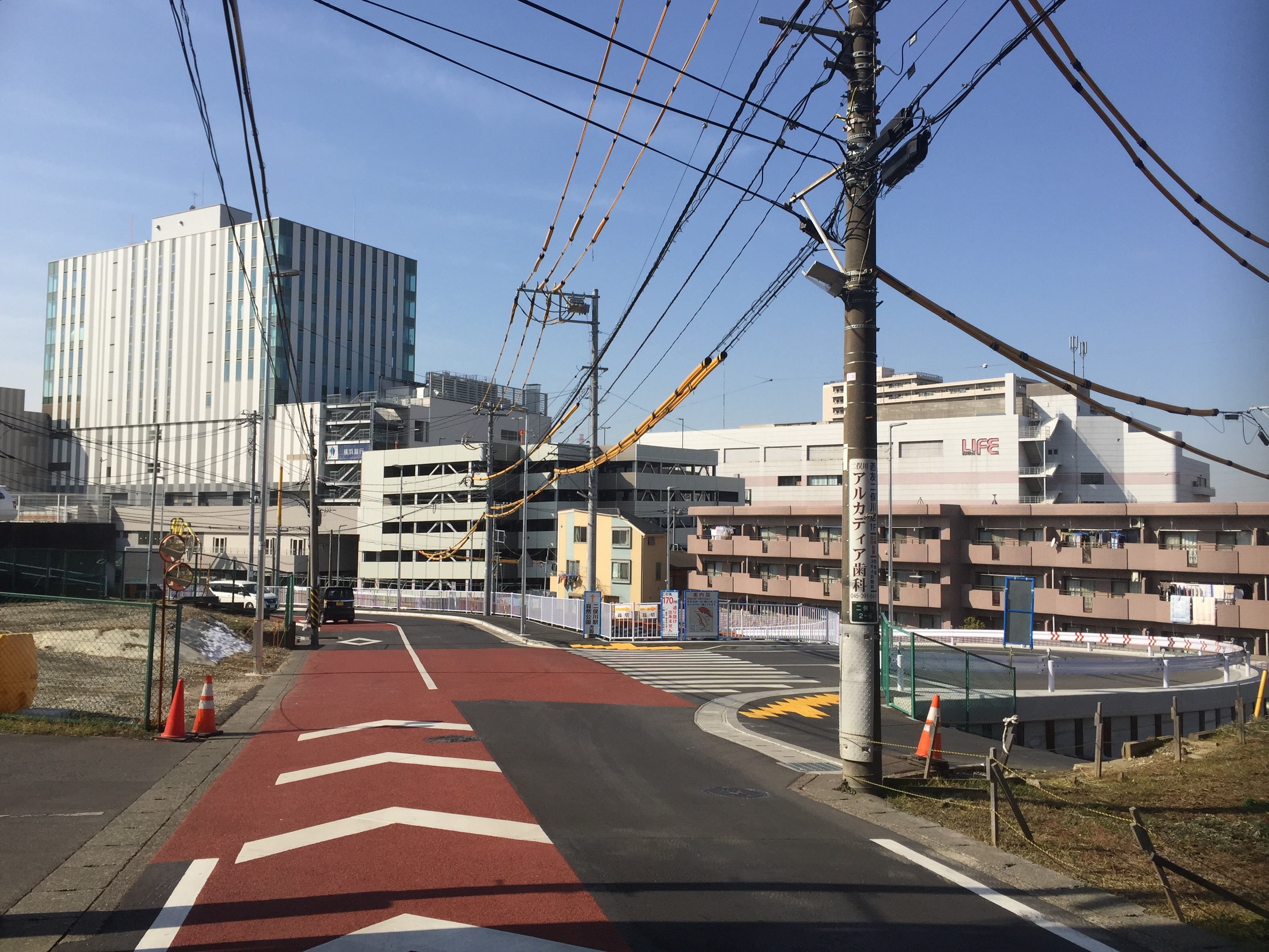
今後整備される本線（右側下部）より、左近山方面（手前）あるいは二俣川駅南口（奥）にアクセスするための接続道路が2017年10月までに整備された
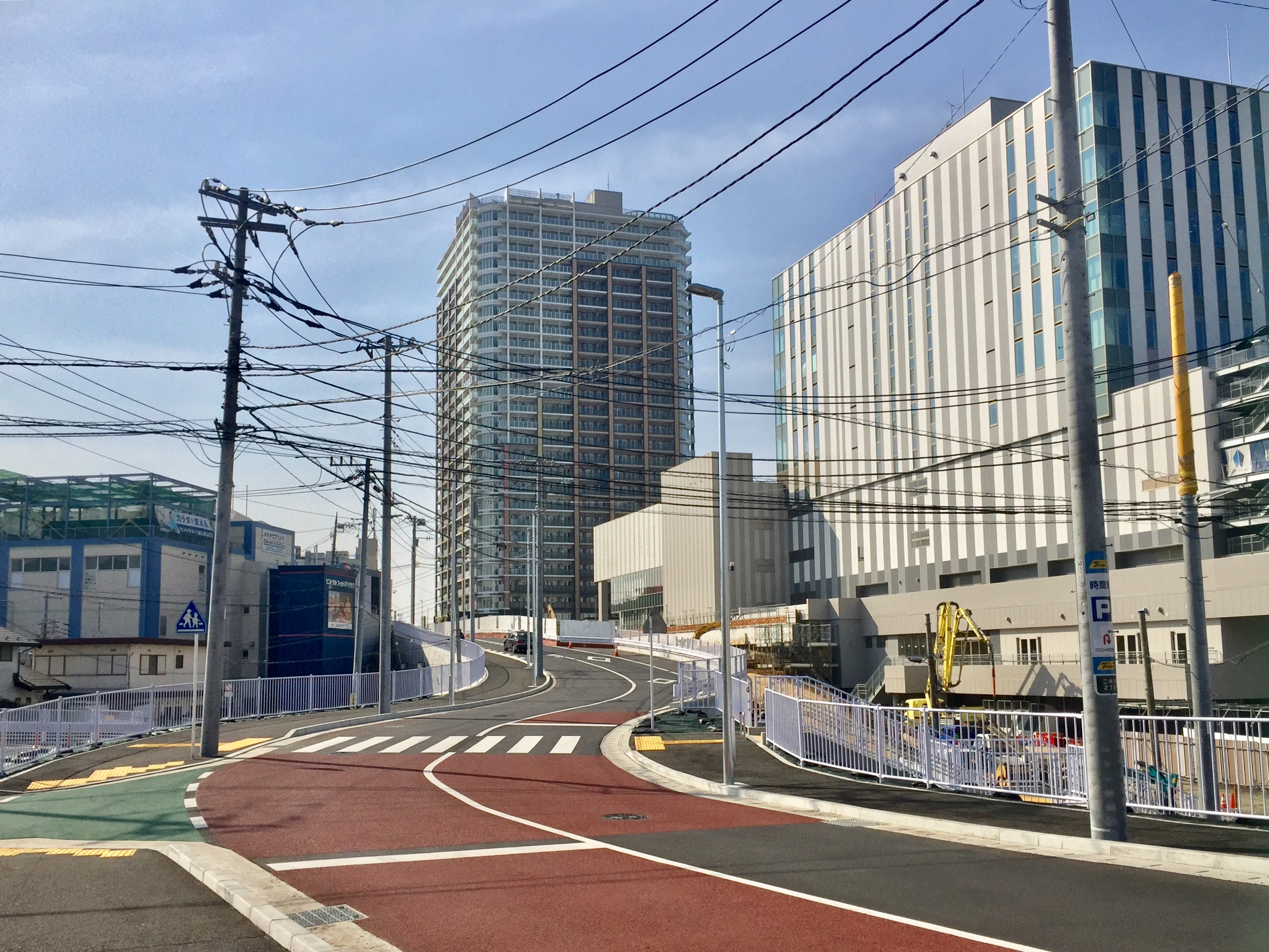
二俣川駅南口に伸びる接続道路、右側の歩道には鶴ヶ峰10号踏切側へ向かう歩行者用階段も整備されている
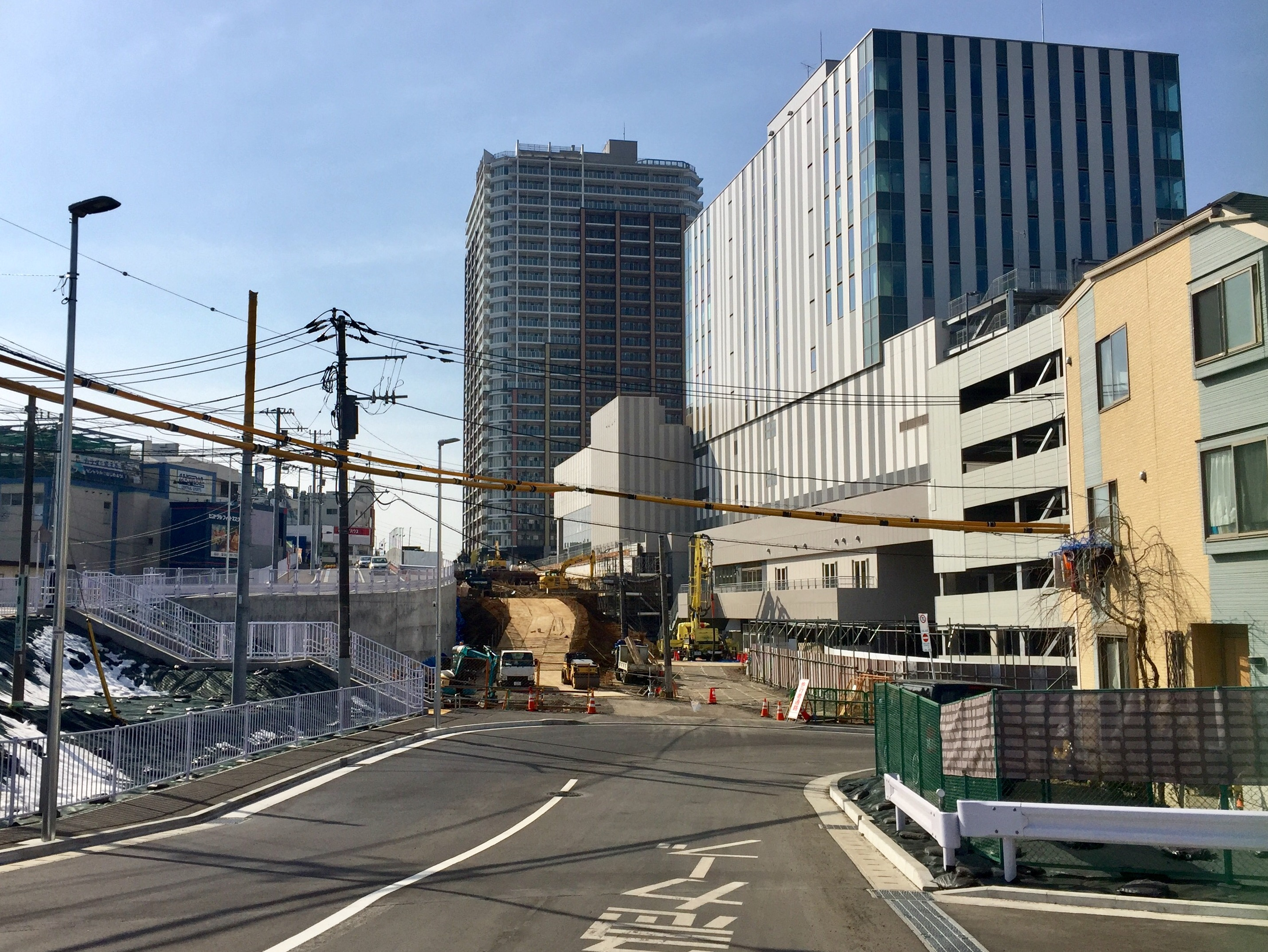
本線のトンネル工事を行うため、接続道路の整備と同時にこれまで二俣川駅南口にアクセスしていた上り坂（奥）が廃止となった
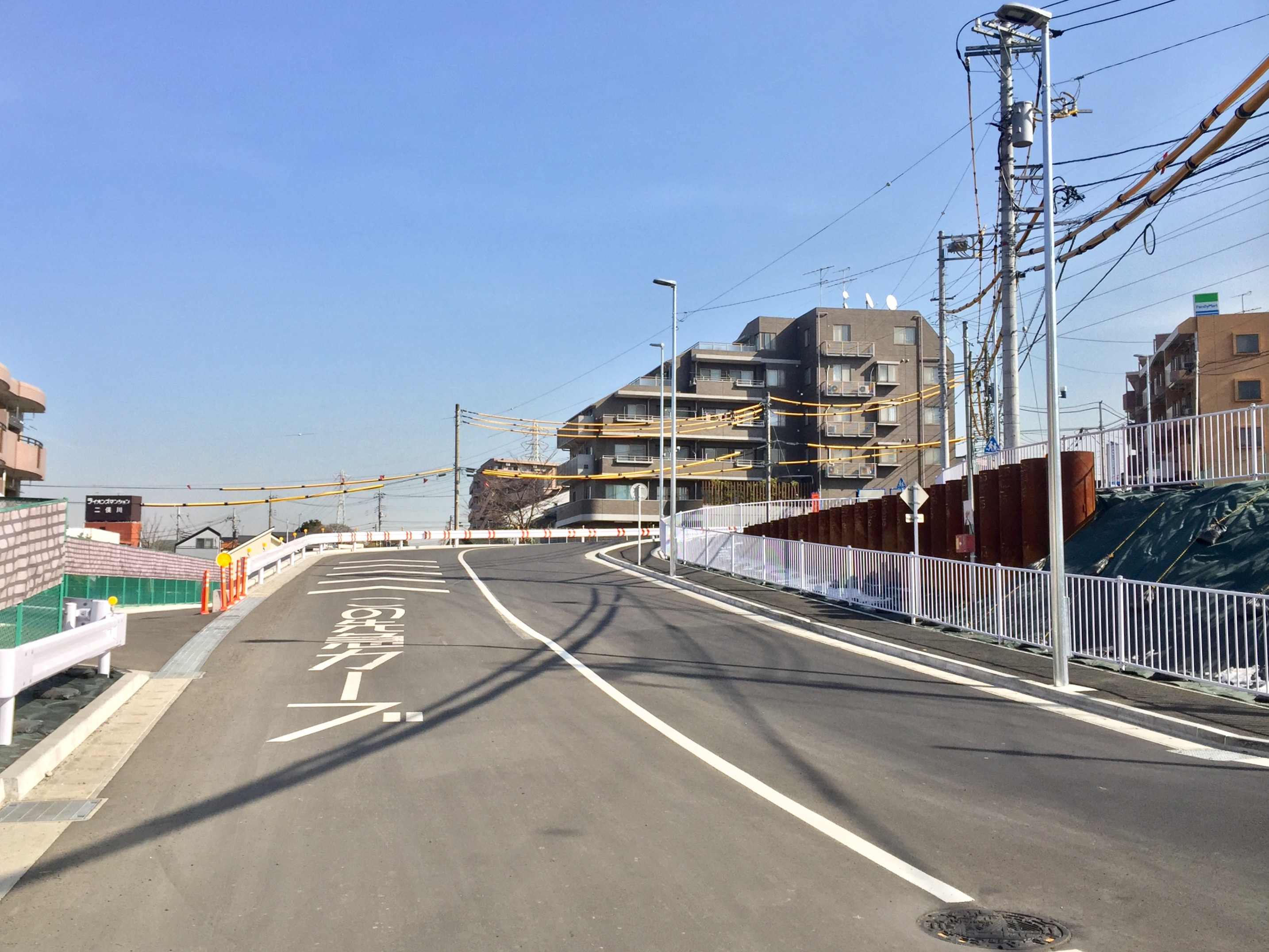
廃止された上り坂の代わりに二俣川駅南口などにアクセスする道路の一部として、鶴ヶ峰10号踏切側から接続道路までの暫定道路も整備されている[注 2]

本線トンネル工事の状況

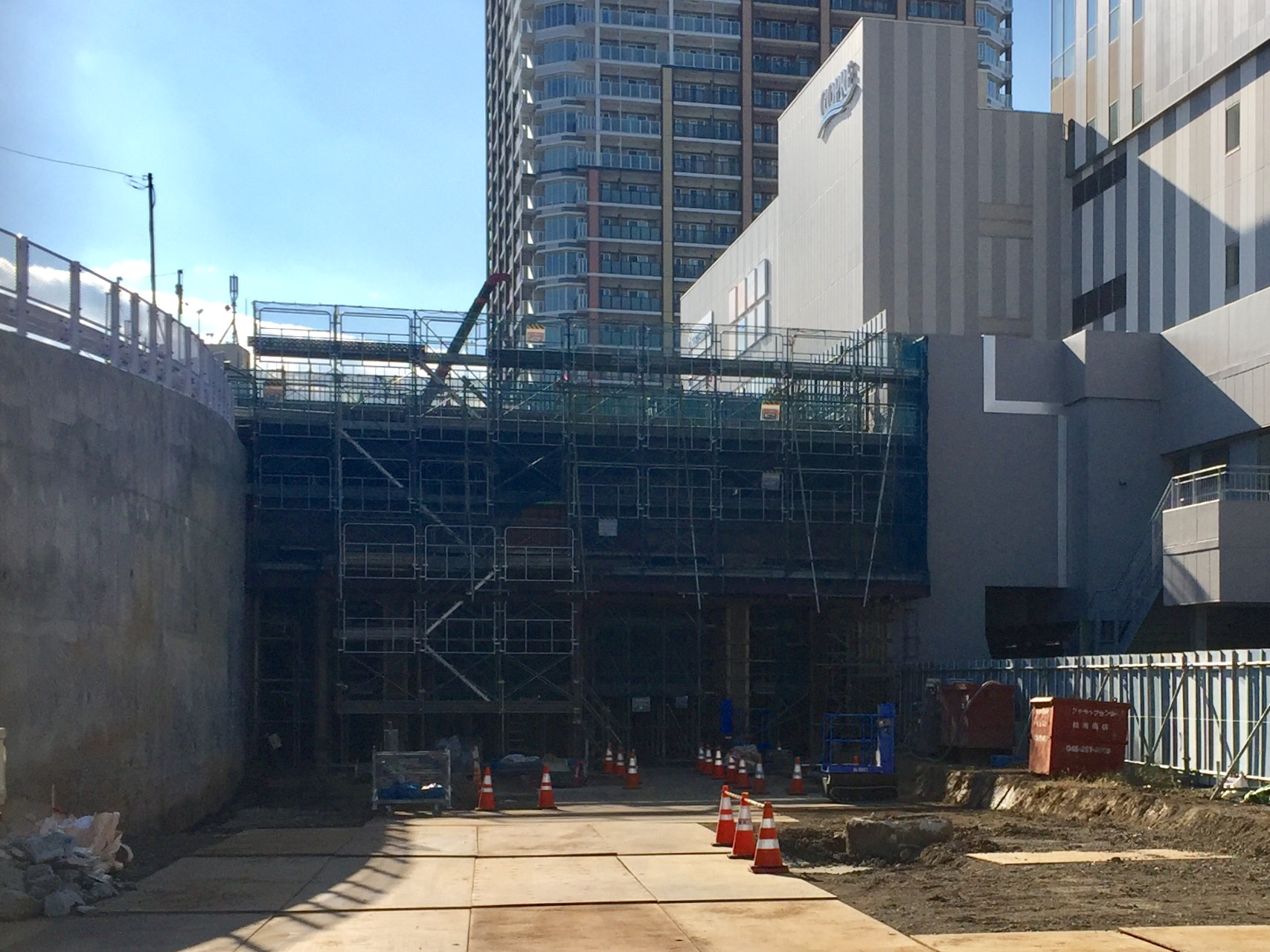
2018年11月時点でトンネルの掘削がほぼ完了している
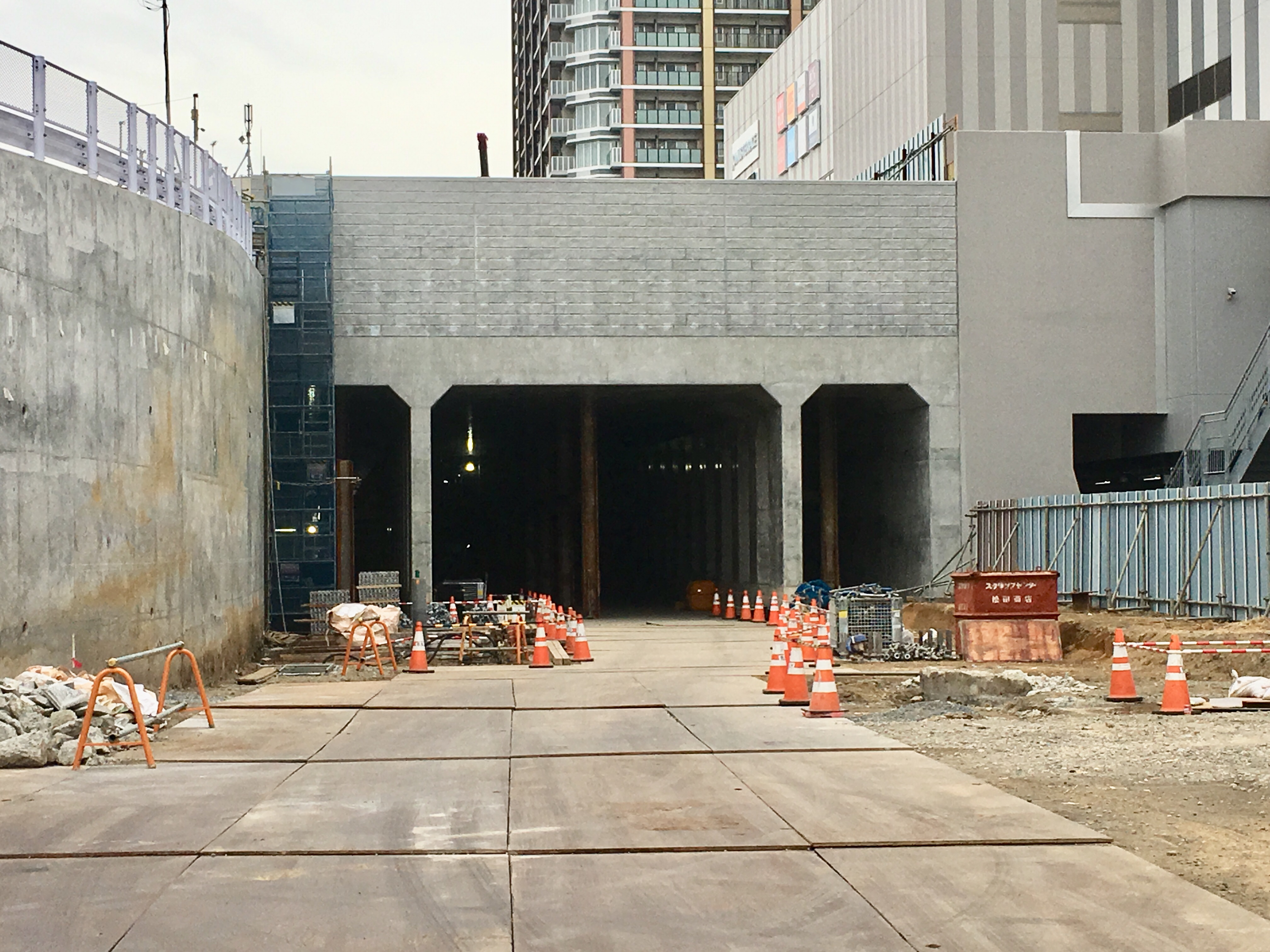
2019年2月時点でトンネルのコンクリート（1層3連ボックスカルバート）工事がほぼ完了している

本線トンネル供用後の周囲の状況

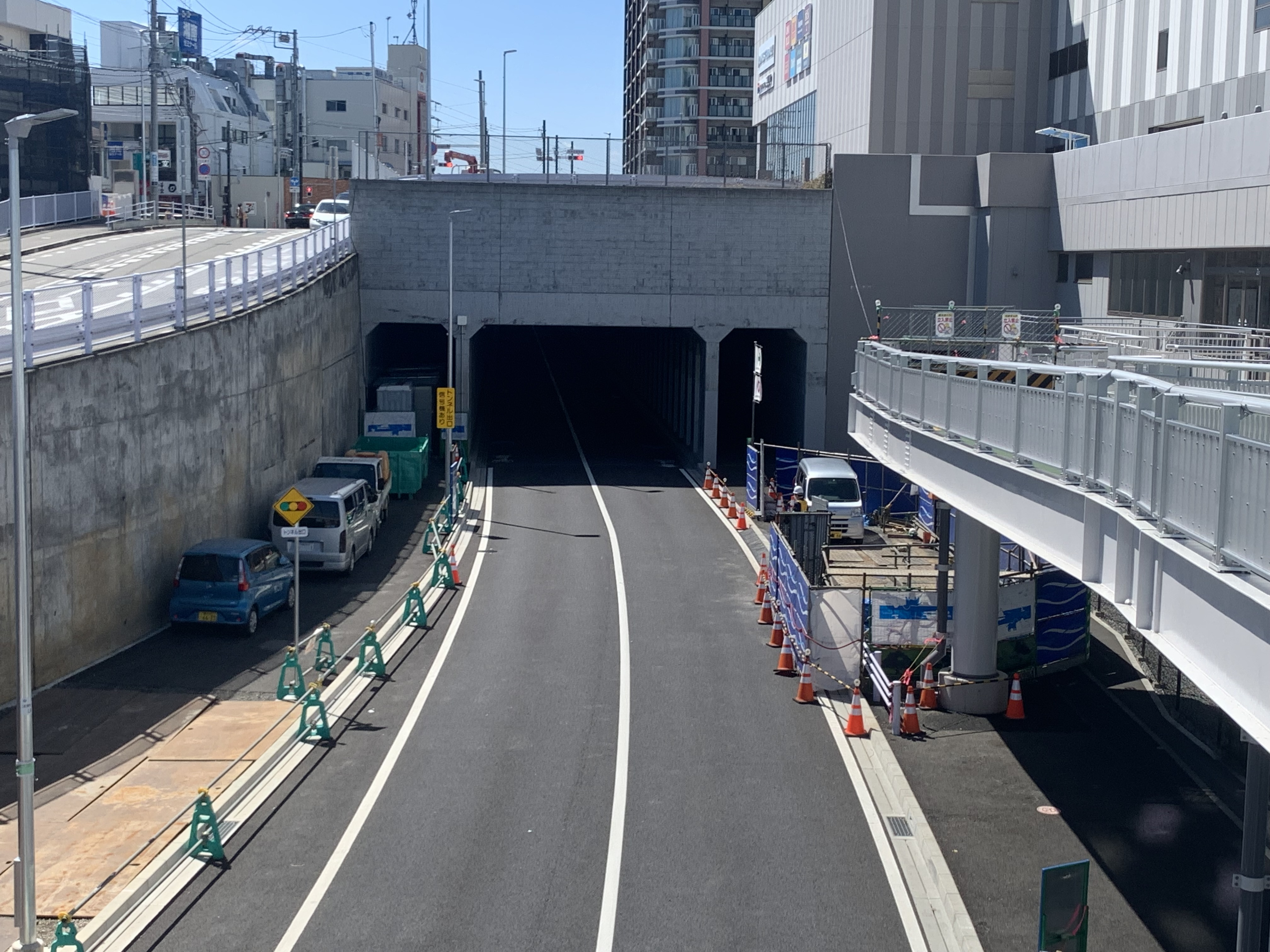
2023年3月に開通した「二俣川駅南口トンネル」北東側（2024年3月時点では片側歩道は未供用）
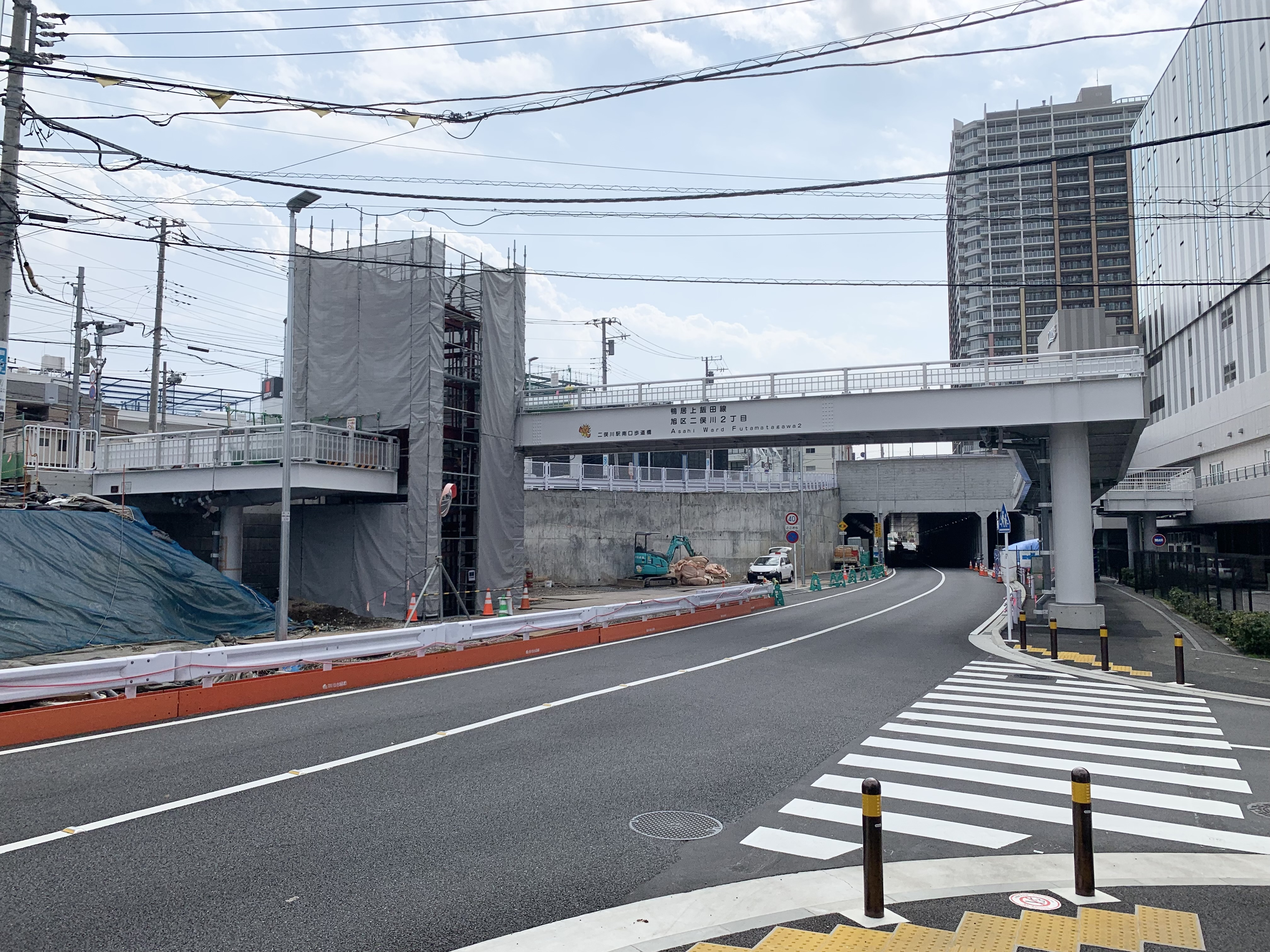
トンネル付近では二俣川駅南口のコプレ二俣川2階と本線沿いの接続道路を結ぶ「二俣川駅南口歩道橋」も整備された（2023年12月供用開始、2024年3月時点ではエレベーター設置工事中）
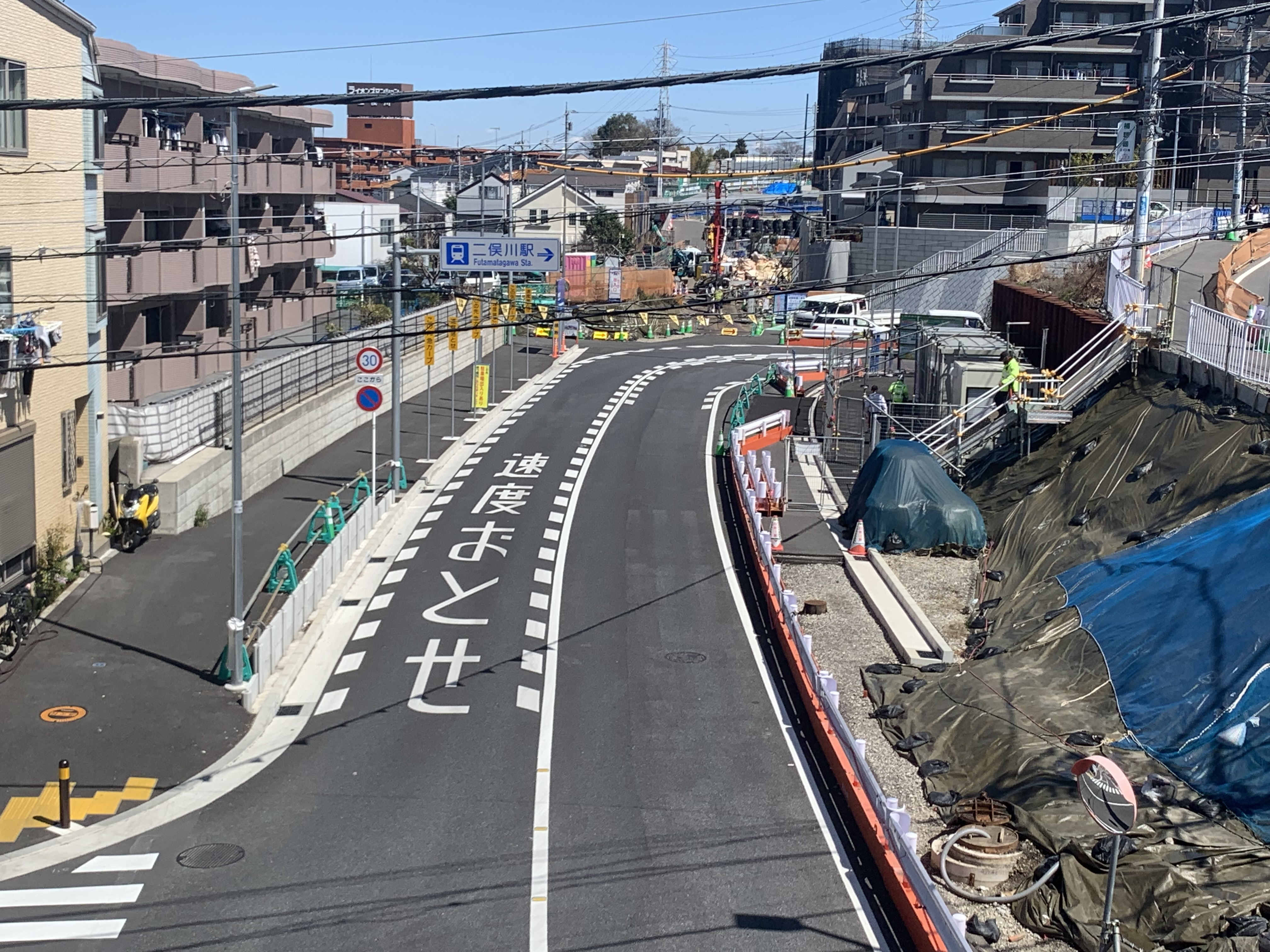
歩道橋より本宿地区方面を撮影（2024年3月時点で同方面は整備中、今後直進方向に道路が整備される）

3. 二俣川駅南西側地点（トンネル出口）〔MAP〕〜さちが丘（終了地点）〔MAP〕
本線はトンネルを抜けて少し行くと既存のバス通り（横浜市道四季美台第432号線/相鉄バス旭18二俣川駅〜希望ヶ丘間）〔MAP〕と交差し、最終的には本事業における終了地点にてこのバス通り（横浜市道四季美台第367号線/※本線の整備により二俣川駅方面のさちが丘バス停は本線内に移設され、バスのルートも本線内を通るように変更されている）と合流している。なお将来的には本線は更に直進して、桃源台交差点付近まで広い道路の整備が計画されている。

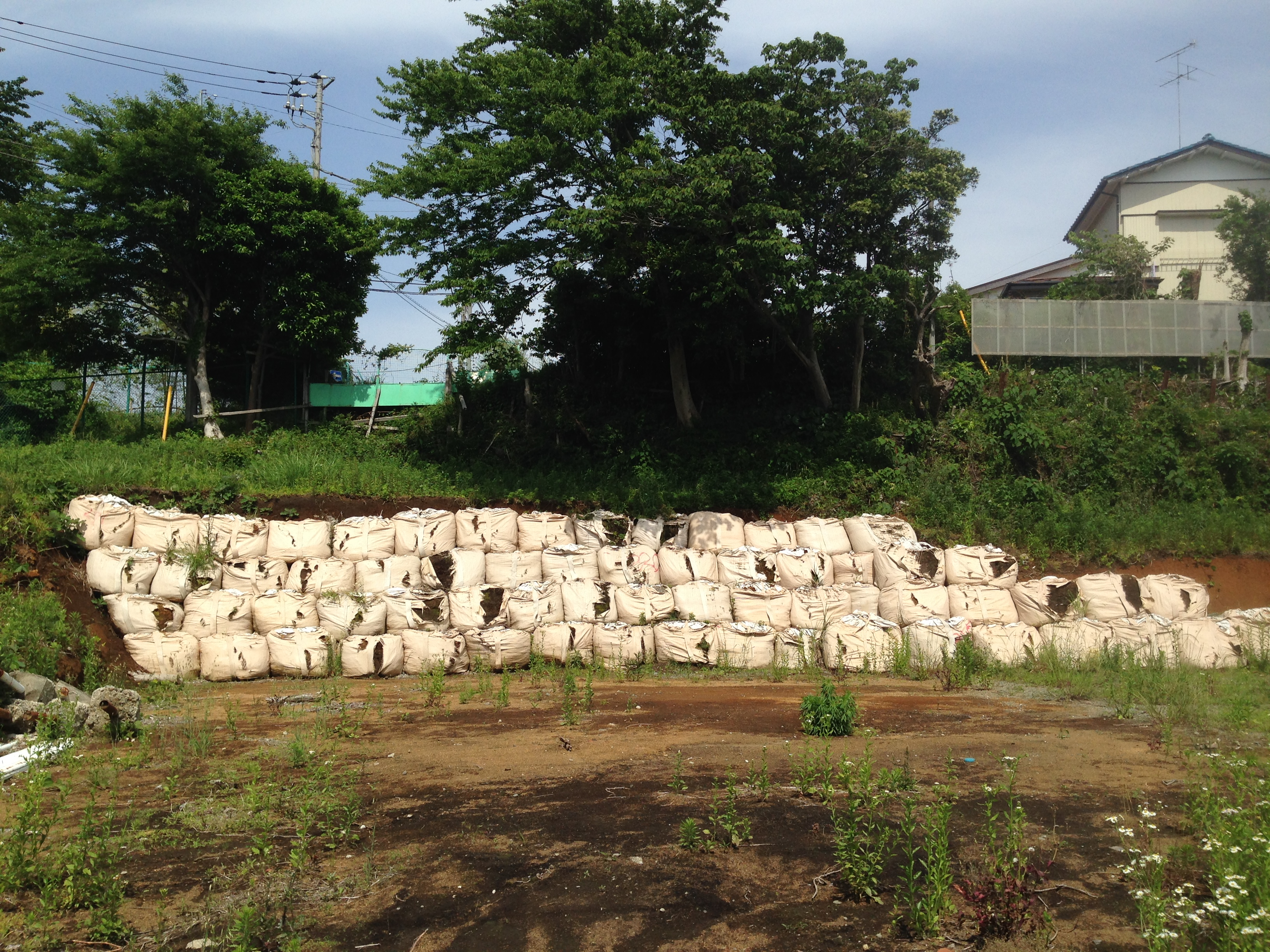
南西側ではこの地点（二俣川二丁目60付近）がトンネル開口部となる（2014年5月撮影）
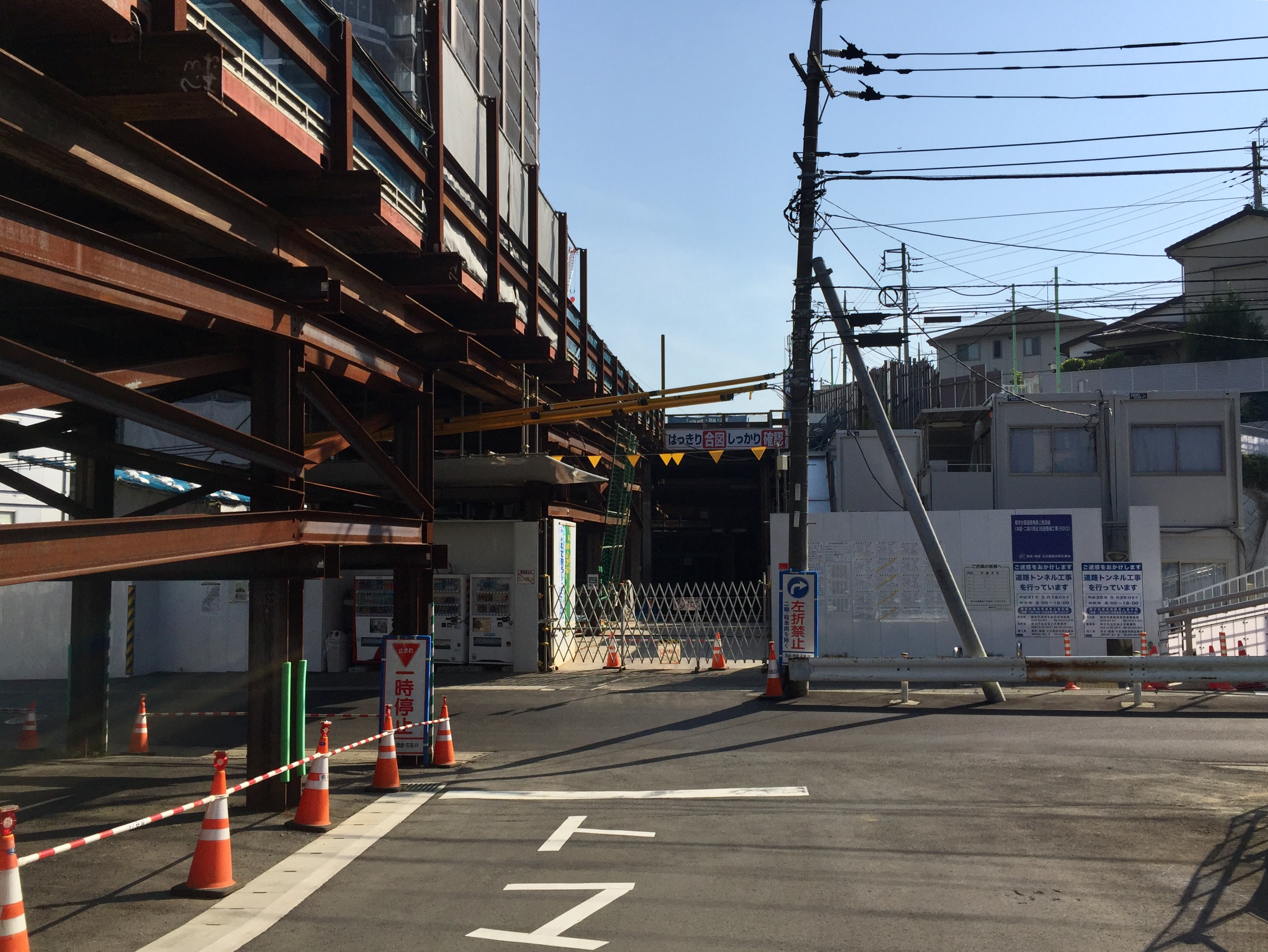
トンネル工事が2015年度より着工している（2017年5月時点の状況、トンネル延長の3分の2にあたる西側区間120mの掘削が概ね完了し、トンネル本体の工事に着手している[17]）
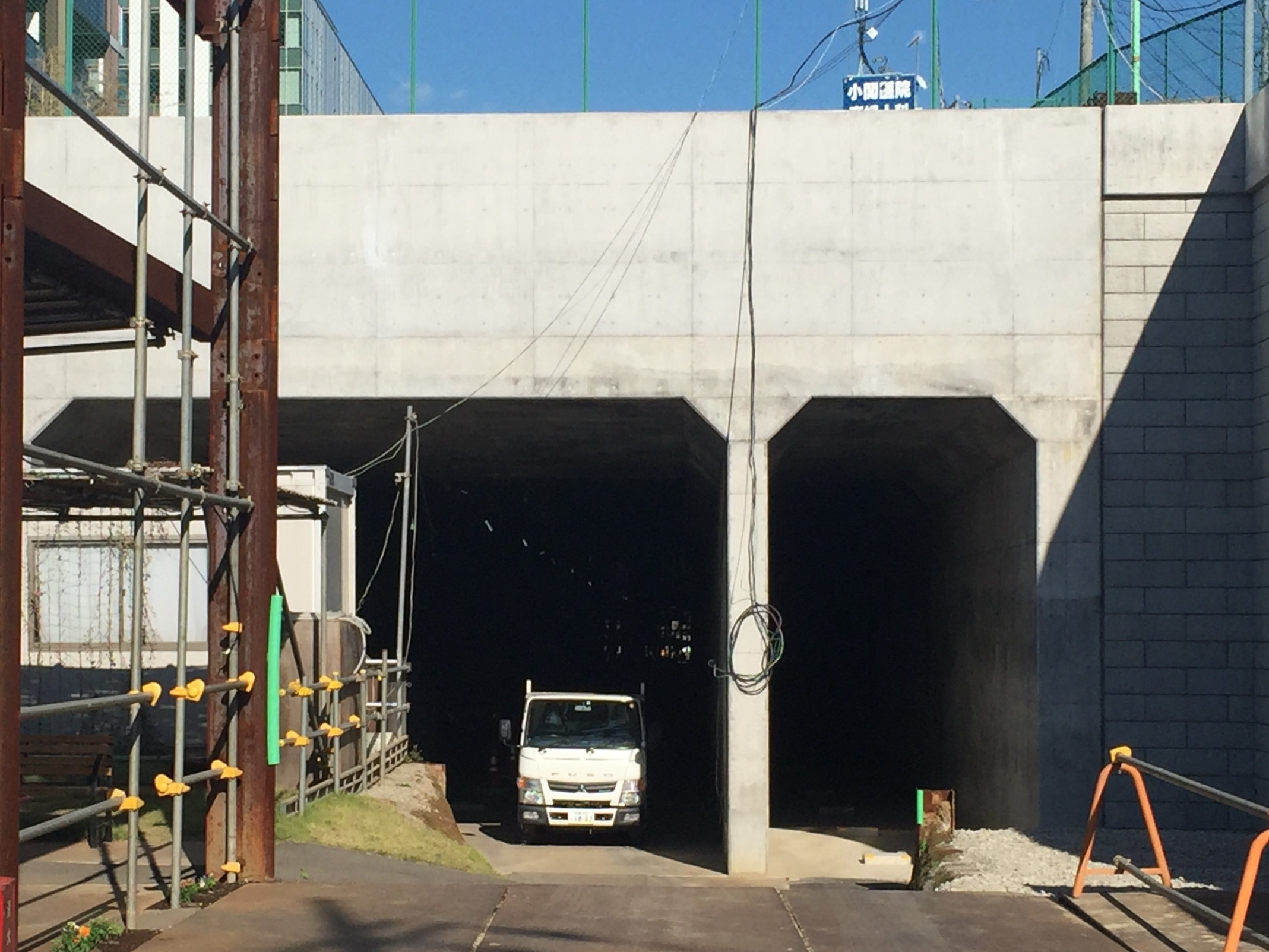
2018年11月時点でトンネルのコンクリート（1層3連ボックスカルバート）工事がほぼ完了している
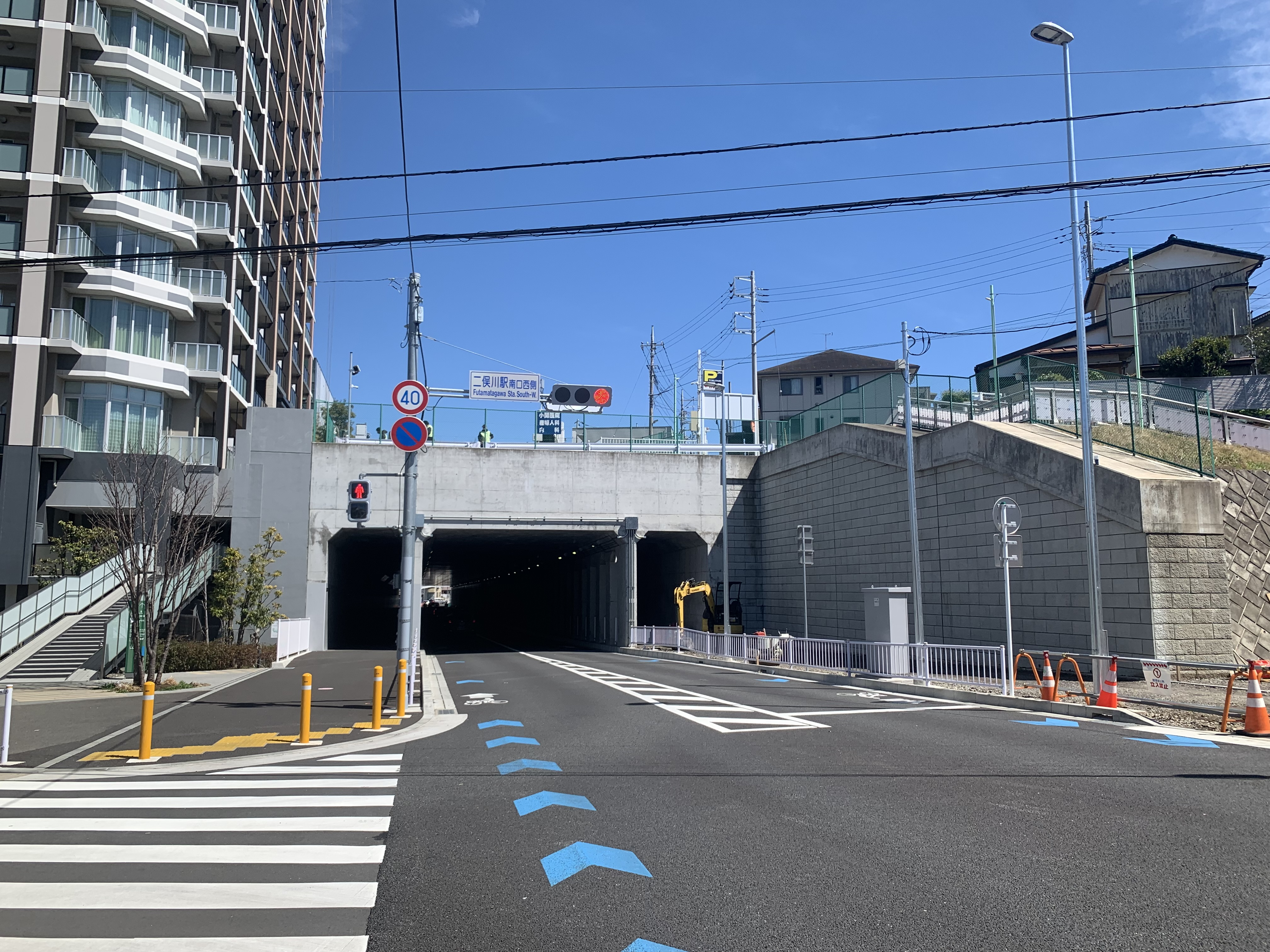
2023年3月に開通した「二俣川駅南口トンネル」南西側（2024年3月時点では片側歩道は未供用）
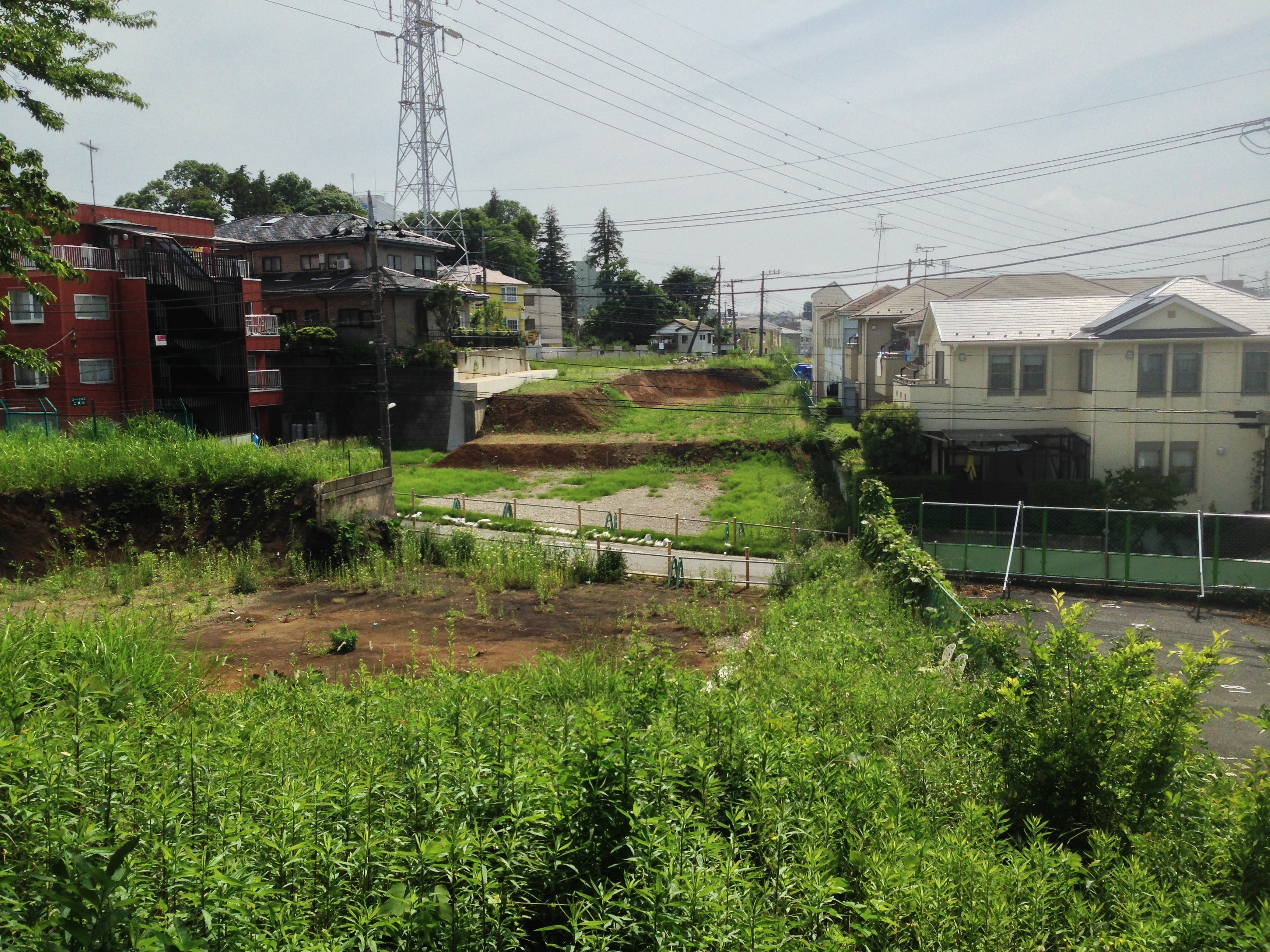
トンネルを抜けると、さちが丘方面に向けてそのまま直進する（2014年5月撮影）
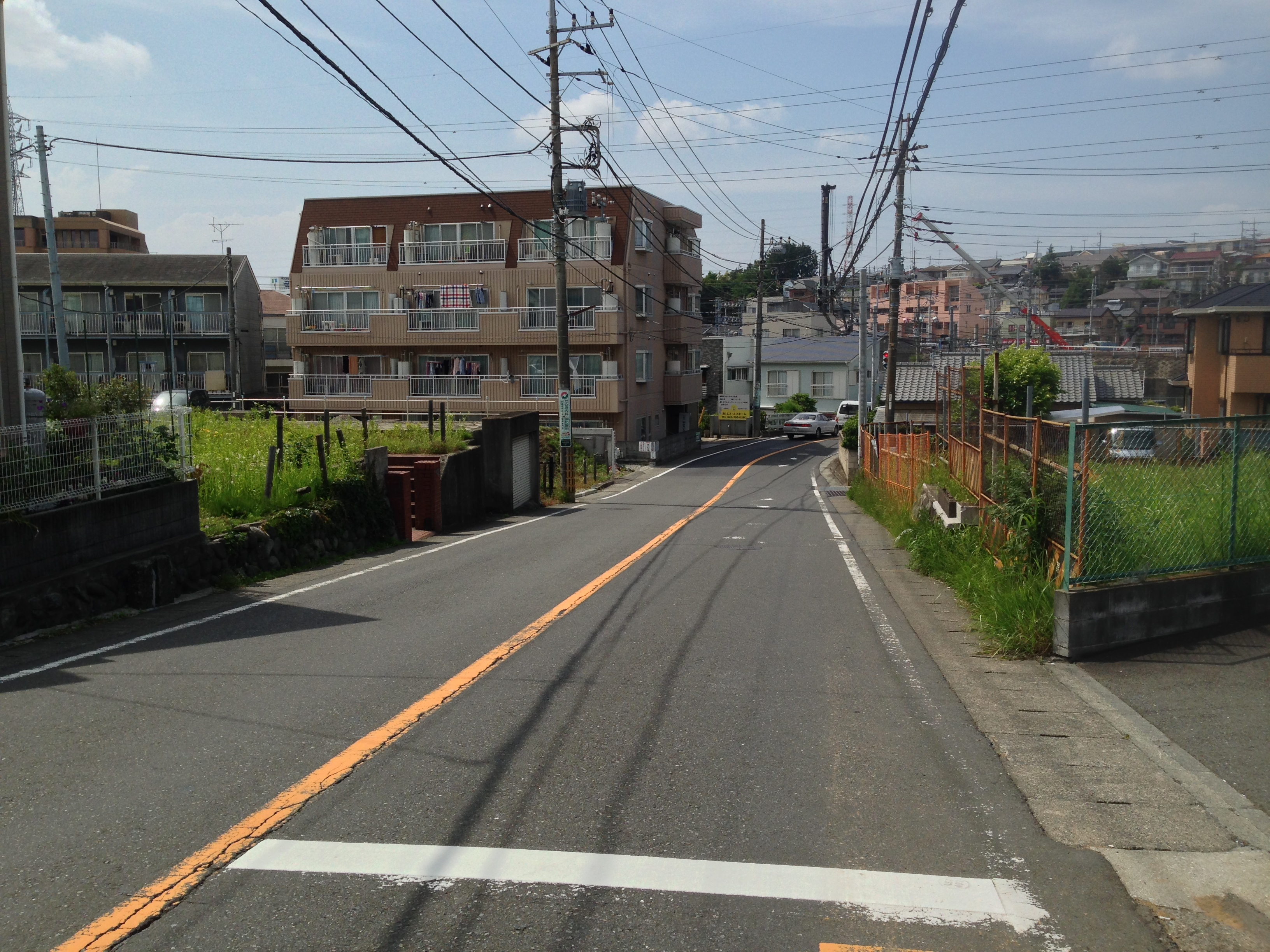
さちが丘151付近にて既存のバス通り（坂道）と交差する（2014年5月撮影）
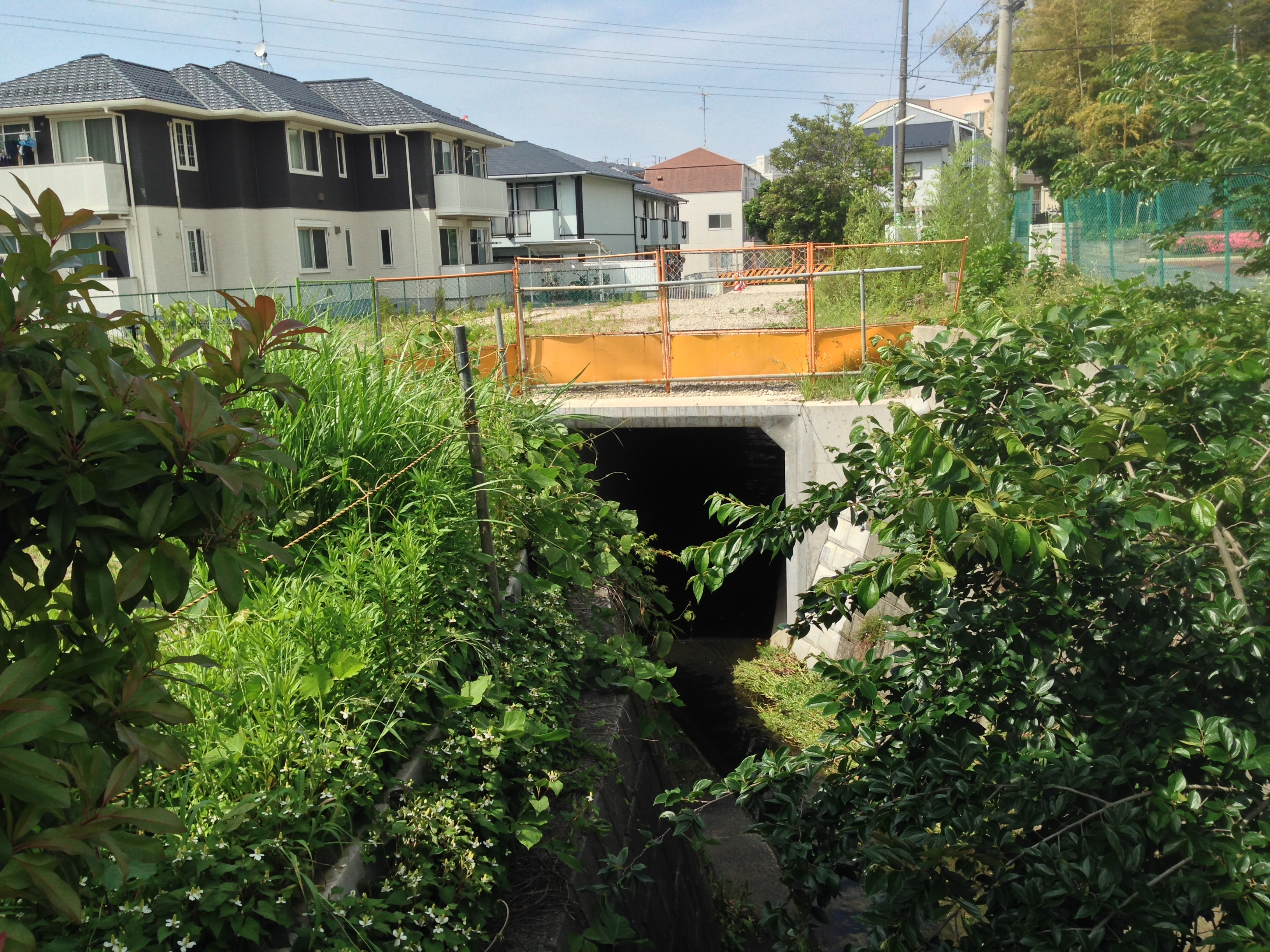
終了地点付近で溝渠を超えるため、コンクリートで溝渠を覆う工事が実施された（2014年5月撮影）
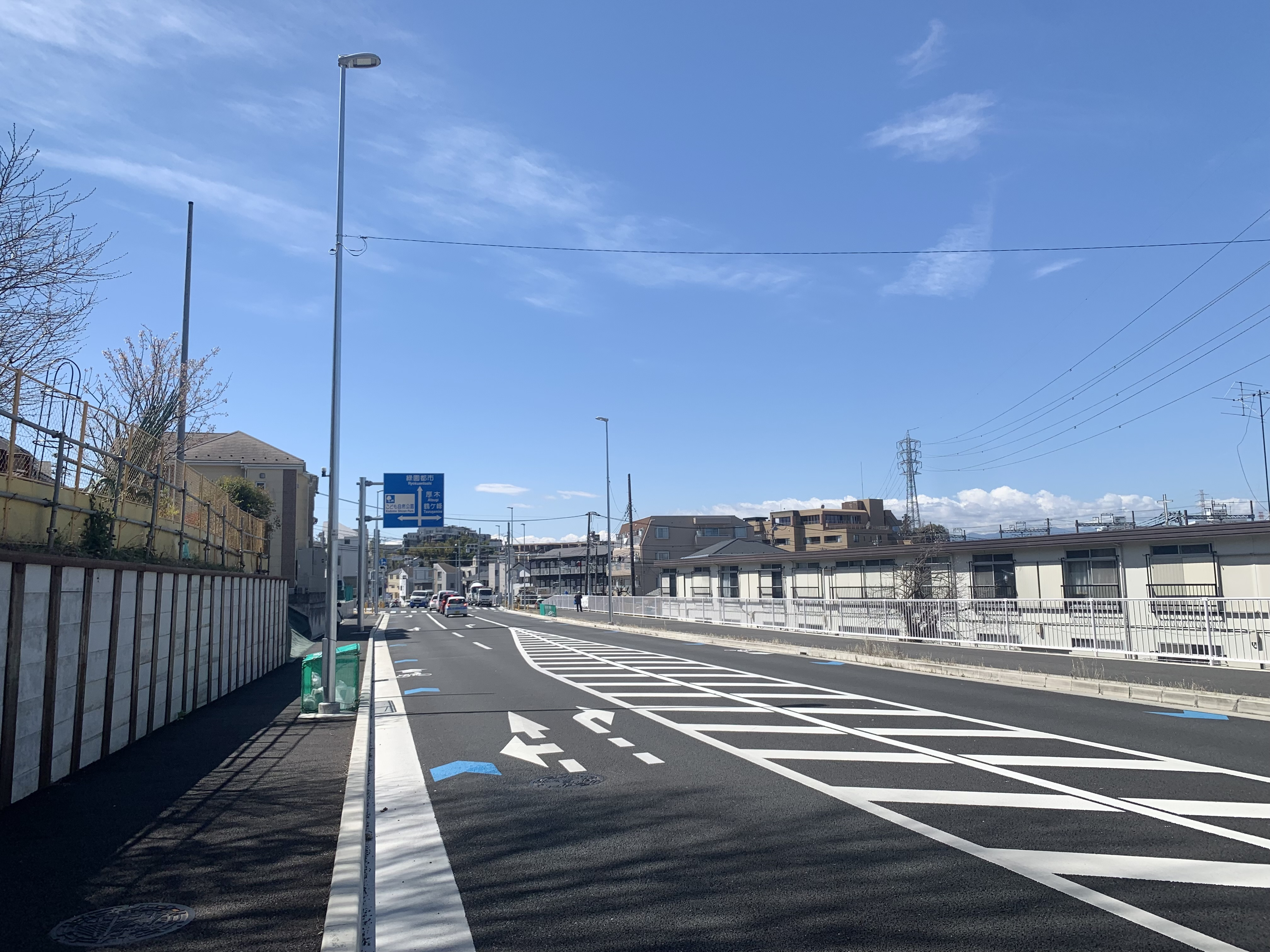
さちが丘方面への本線道路が整備され2023年3月に開通した（2024年3月撮影）
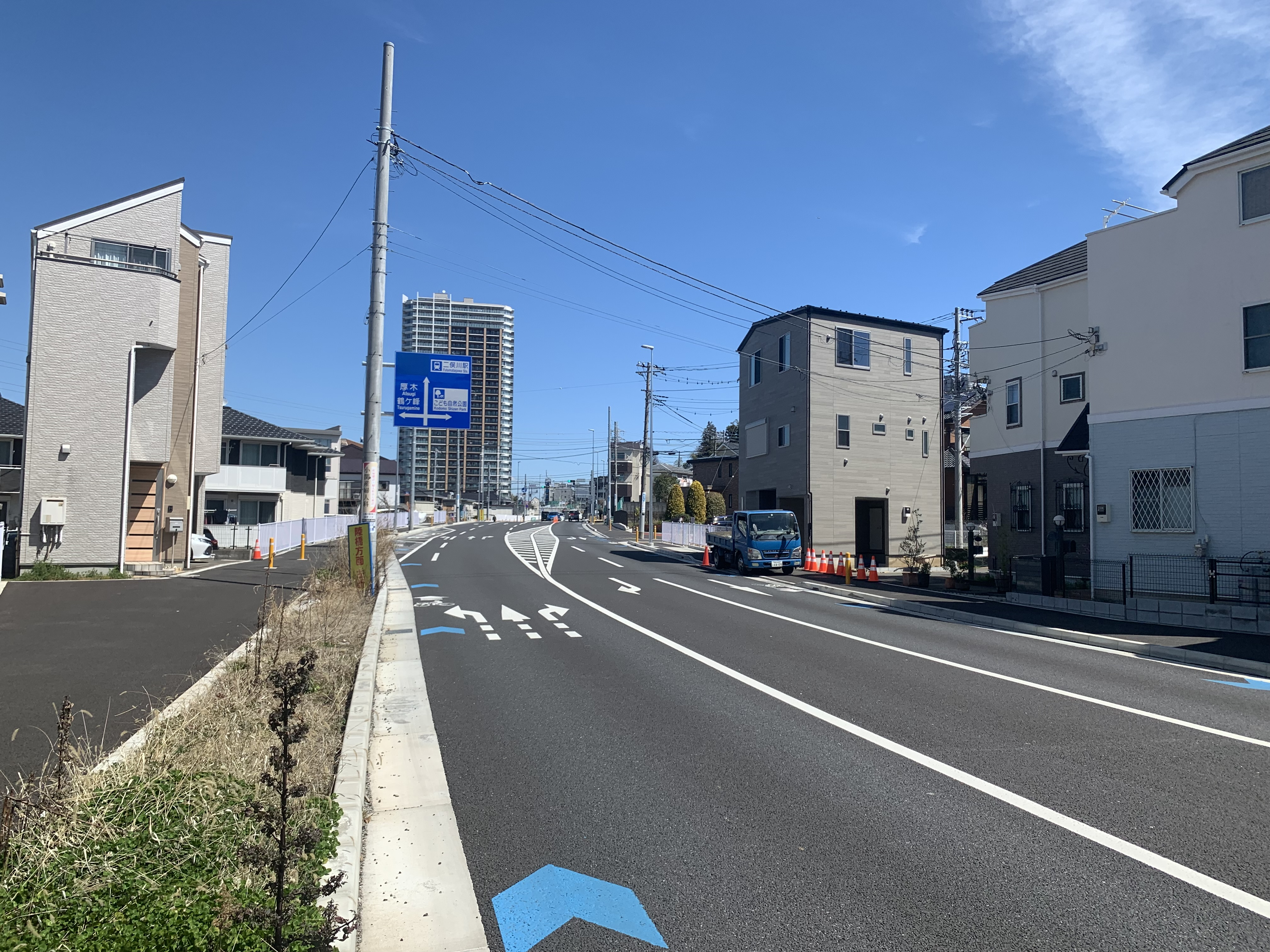
同じく整備された本線道路、反対の二俣川方面を撮影（2024年3月撮影）
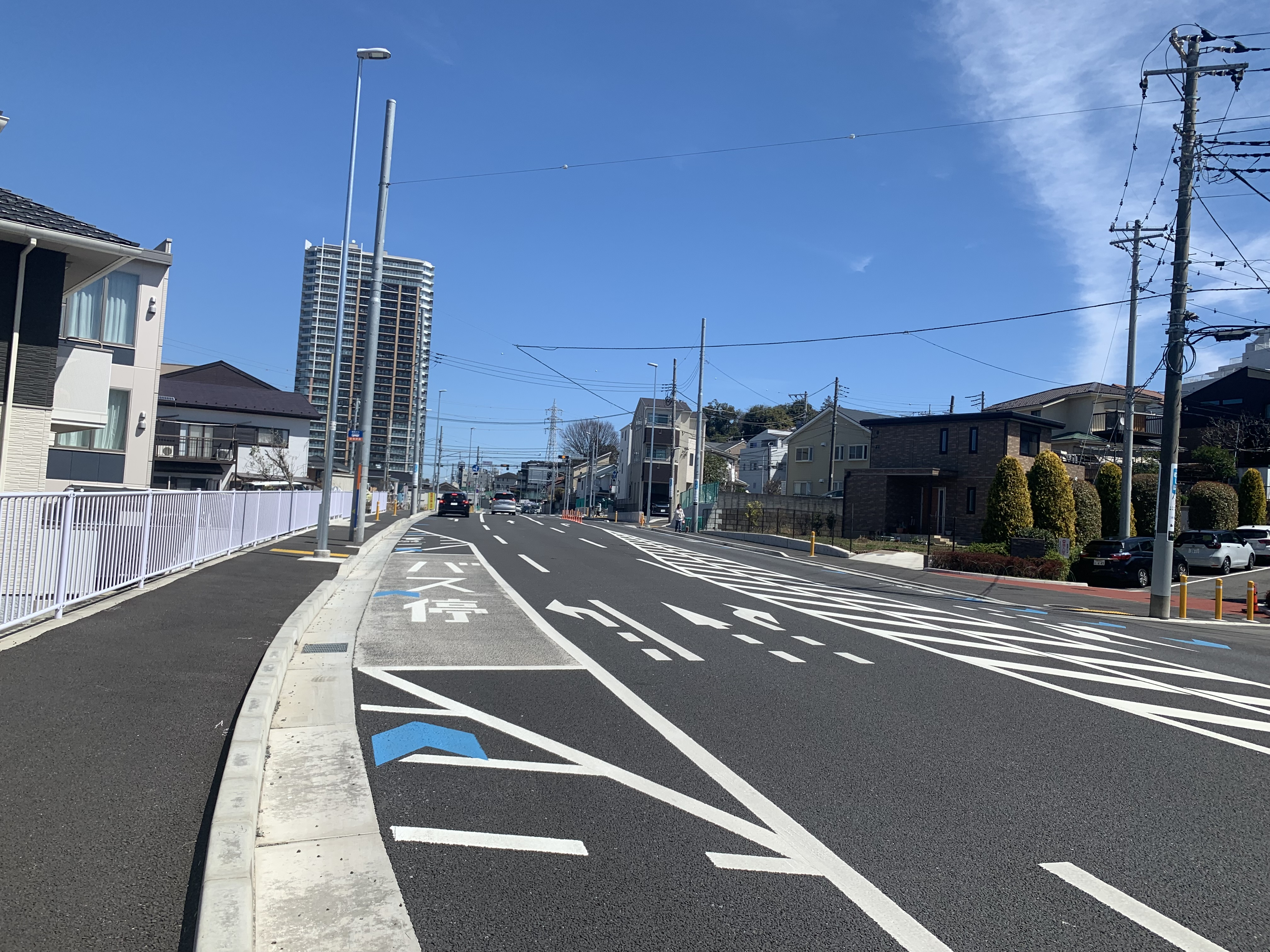
既存の道路から整備された本線内にバス停[注 3]も移設された（2024年3月撮影）
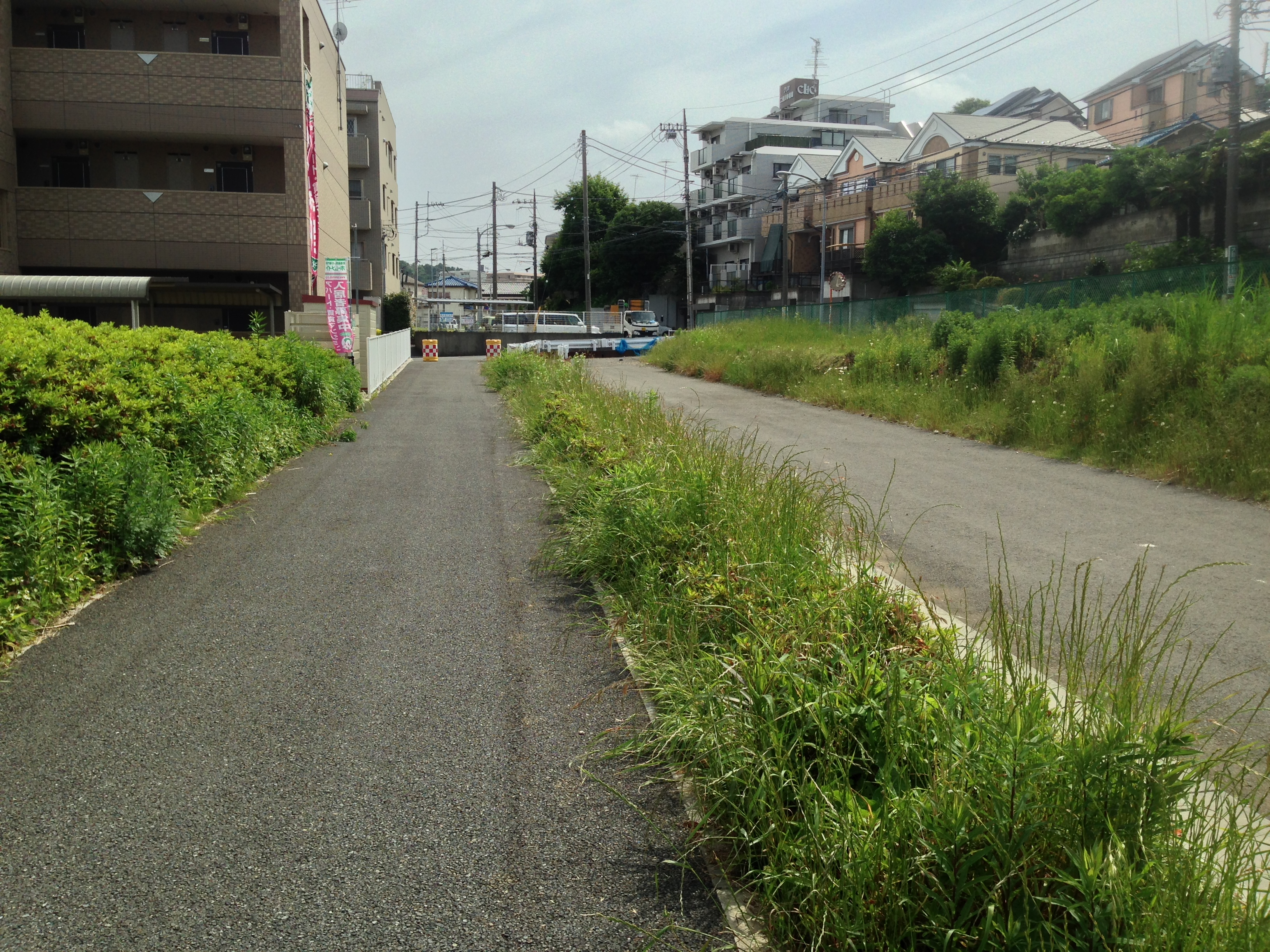
終了地点付近、片側の歩道は先行して整備されている（2014年5月撮影）
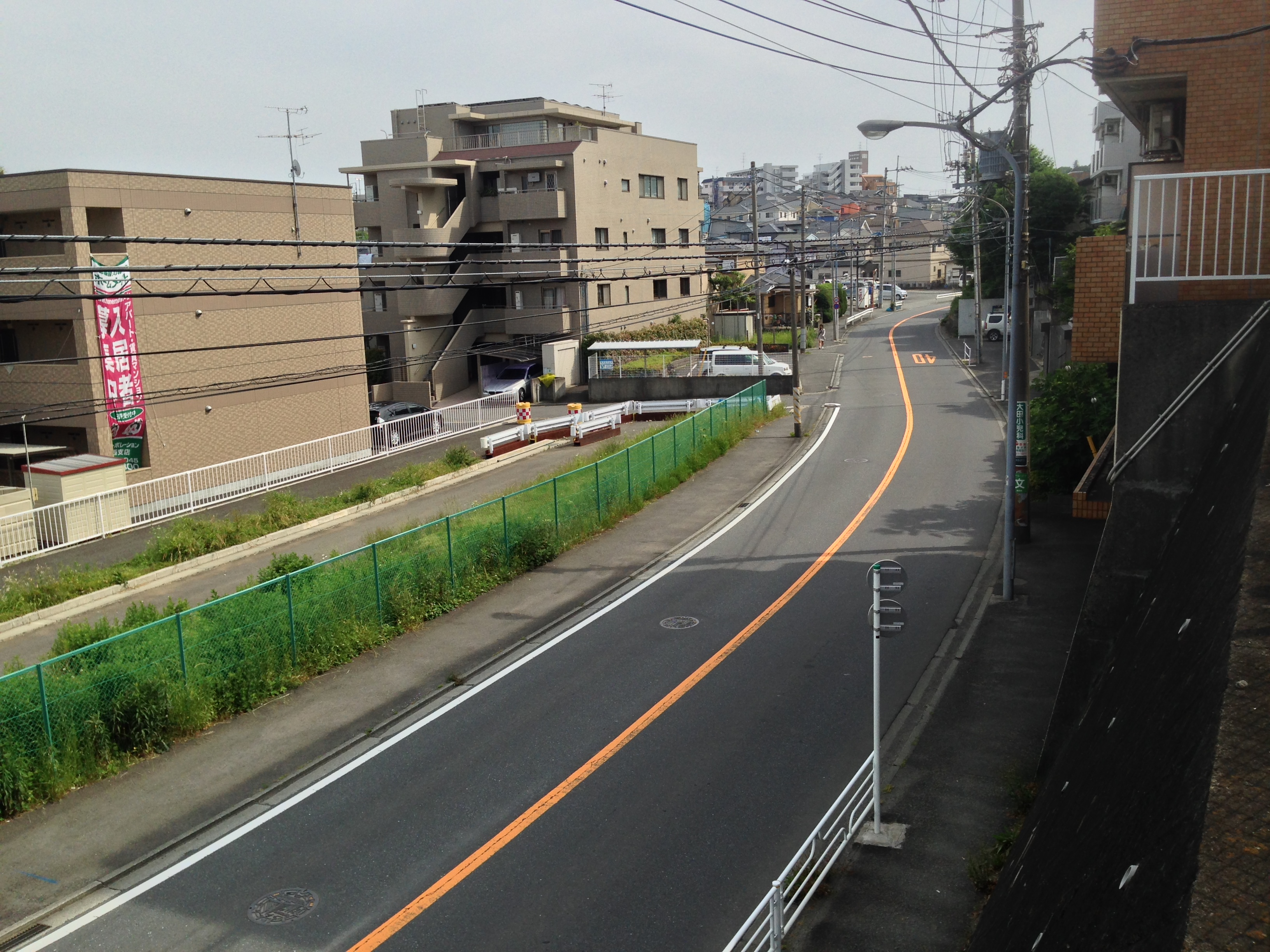
本事業における終了地点では既存のバス通り[注 4]と合流する（2014年5月撮影、左側の柵の向こう側が本線整備予定地）
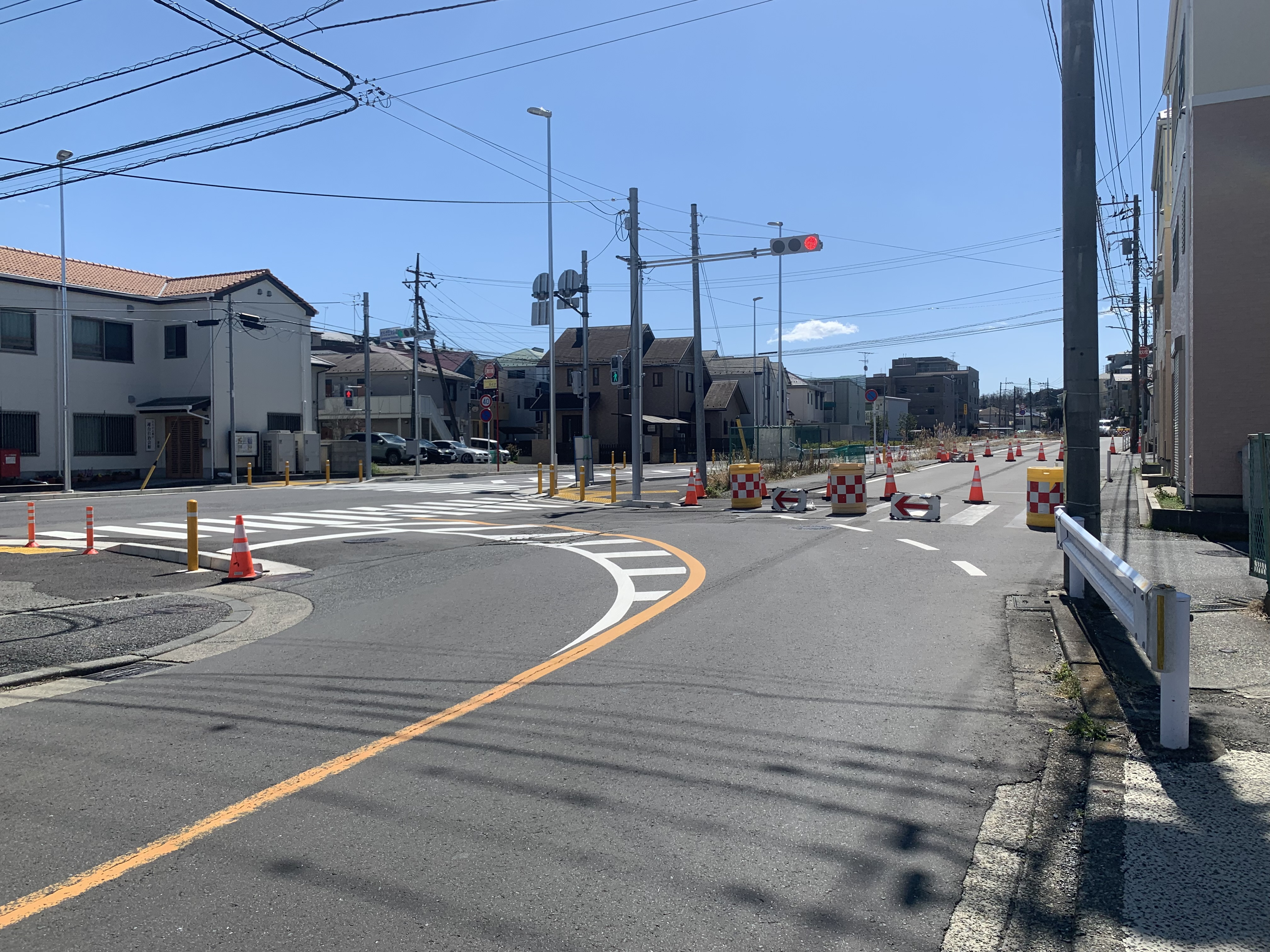
2023年3月に開通した本事業における終了地点付近では、既存の道路の一部が廃止され本線に合流する形となっている（2024年3月撮影）
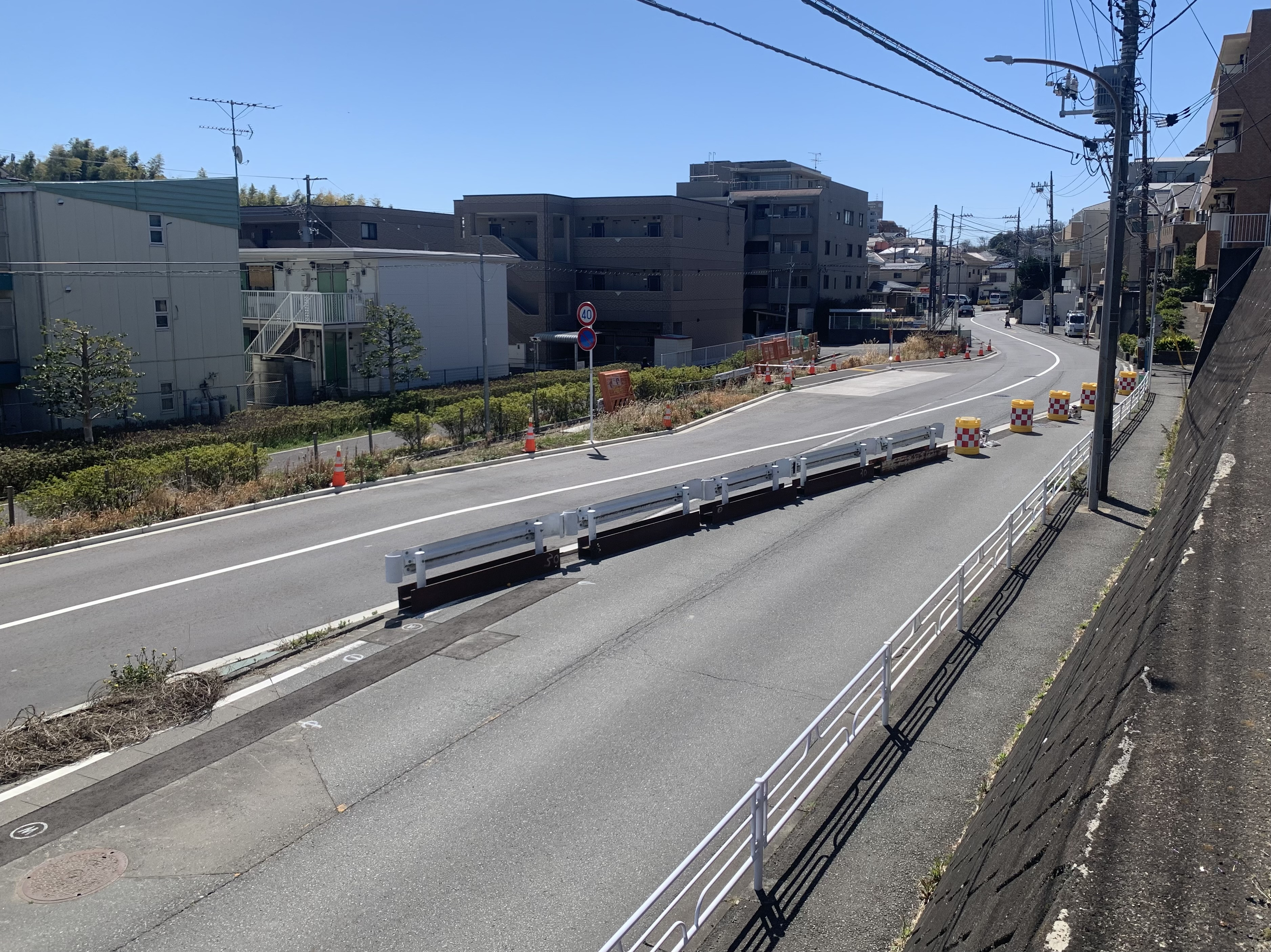
2023年3月に開通した本事業における終了地点付近（2024年3月撮影、この先は未整備〈同時点で未事業化〉のため緩やかなカーブと坂道で既存の道路に接続しているが、将来的には直進方向に道路が整備される予定）
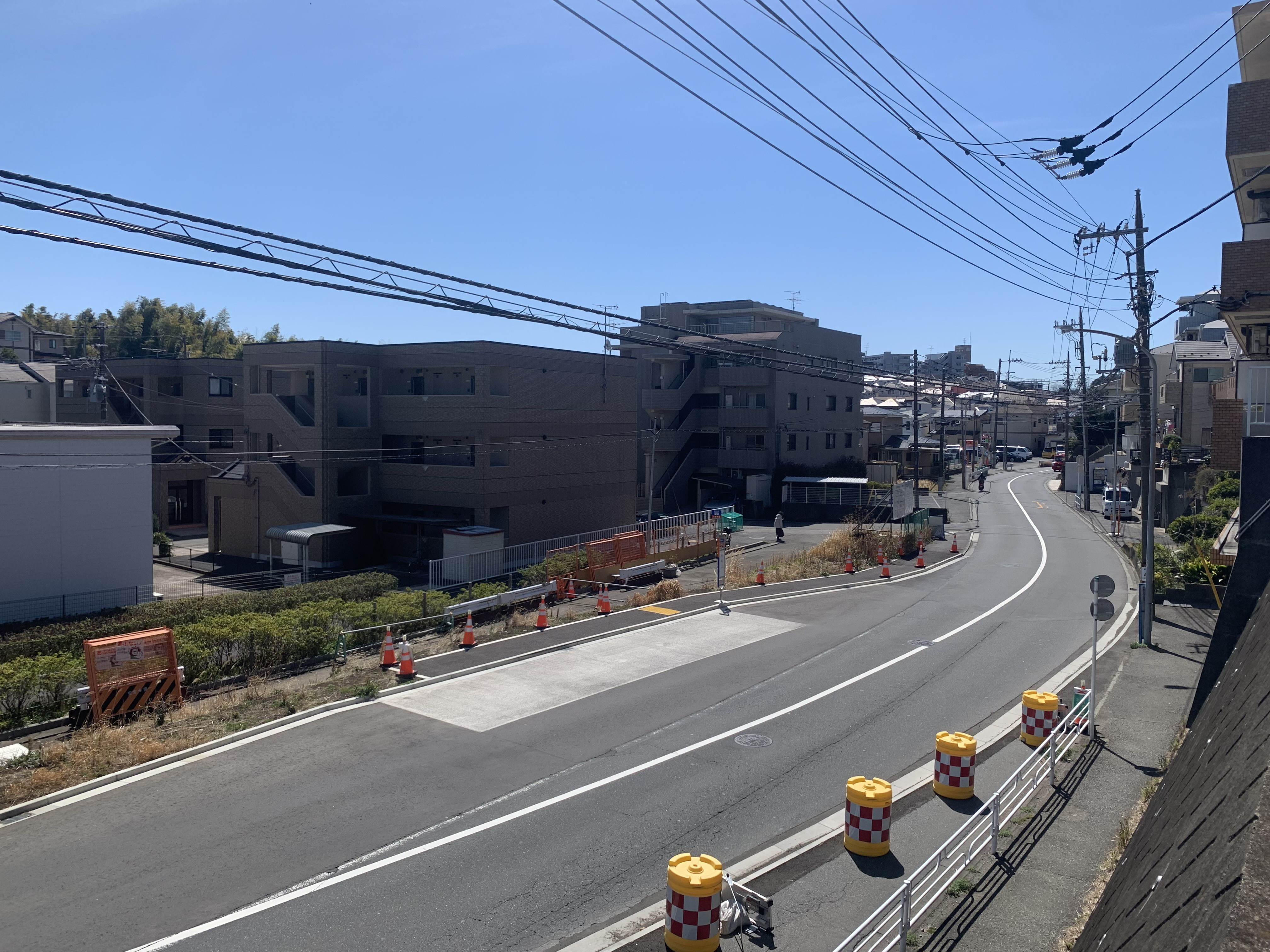
同じく終了地点付近、バス停[注 5]も整備されている（2024年3月撮影）